# Rathaus (Kempten)

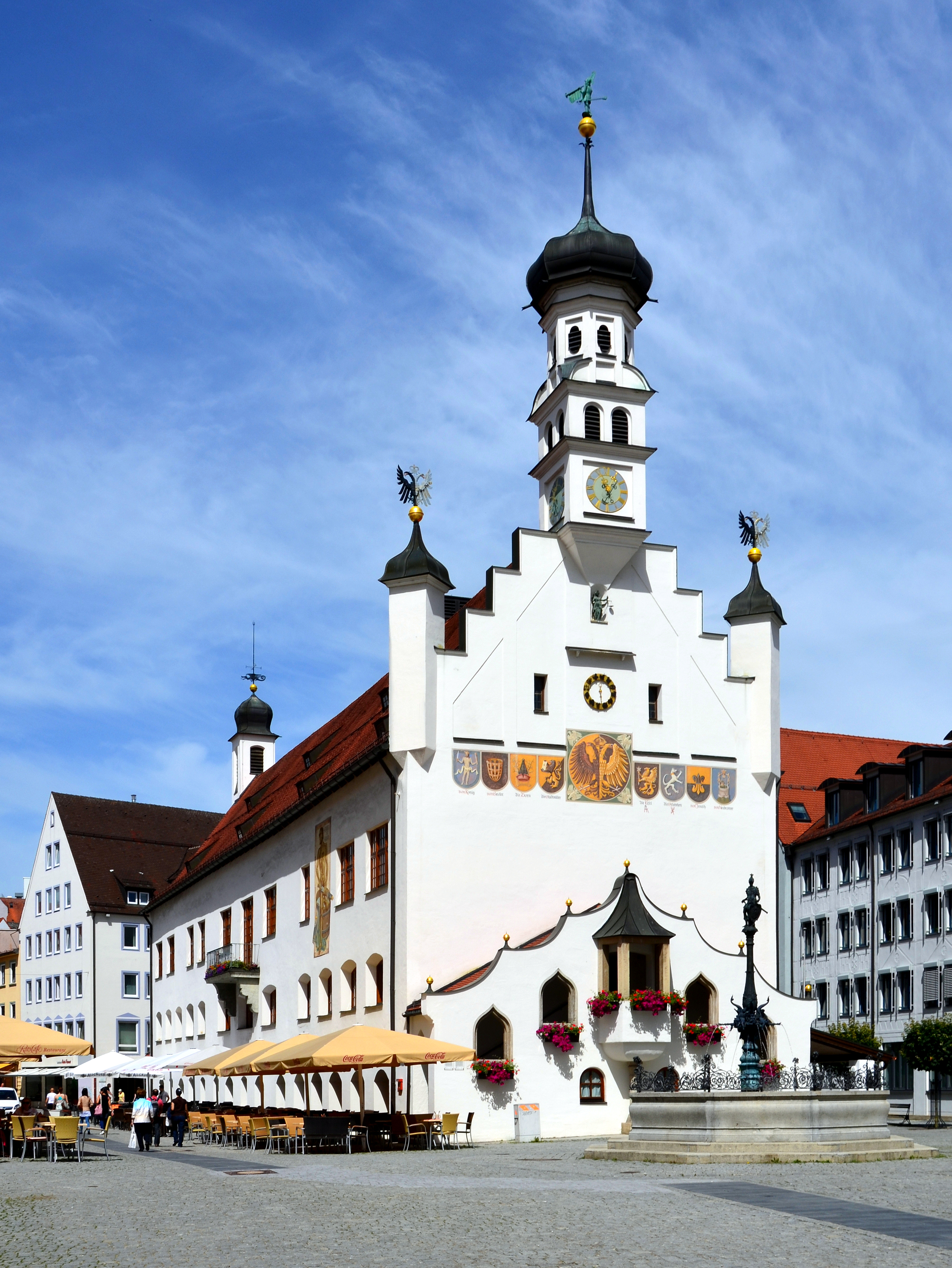
Das Rathaus von Kempten im Jahr 2012

Das Rathaus der Stadt Kempten (Allgäu) ist ein mittelalterliches, denkmalgeschütztes Bauwerk, das im Jahr 1474 errichtet wurde. Es ersetzte ein Fachwerkhaus aus dem Jahre 1368, das zunächst als Kornspeicher diente und ab 1382 zumindest teilweise als Rathaus für den Stadtrat sowie als Gerichtsgebäude und Finanzhaus genutzt wurde. Heute haben noch der Stadtrat, das Veranstaltungsamt sowie der Oberbürgermeister und die Bürgermeister Kemptens ihren Sitz in dem Gebäude. Vor dem Rathaus steht der Rathausbrunnen aus dem 17. Jahrhundert. Die heutige Fassade des Rathauses stammt aus den 1930er-Jahren.
Trotz des jahrhundertelangen Nebeneinanders der Freien Reichsstadt Kempten und der Fürstabtei Kempten, die vor den Toren der Reichsstadt ihre eigene, gleichnamige Siedlung mit Stadtrecht besaß, hatte lediglich die Reichsstadt ein Rathaus.

## Lage

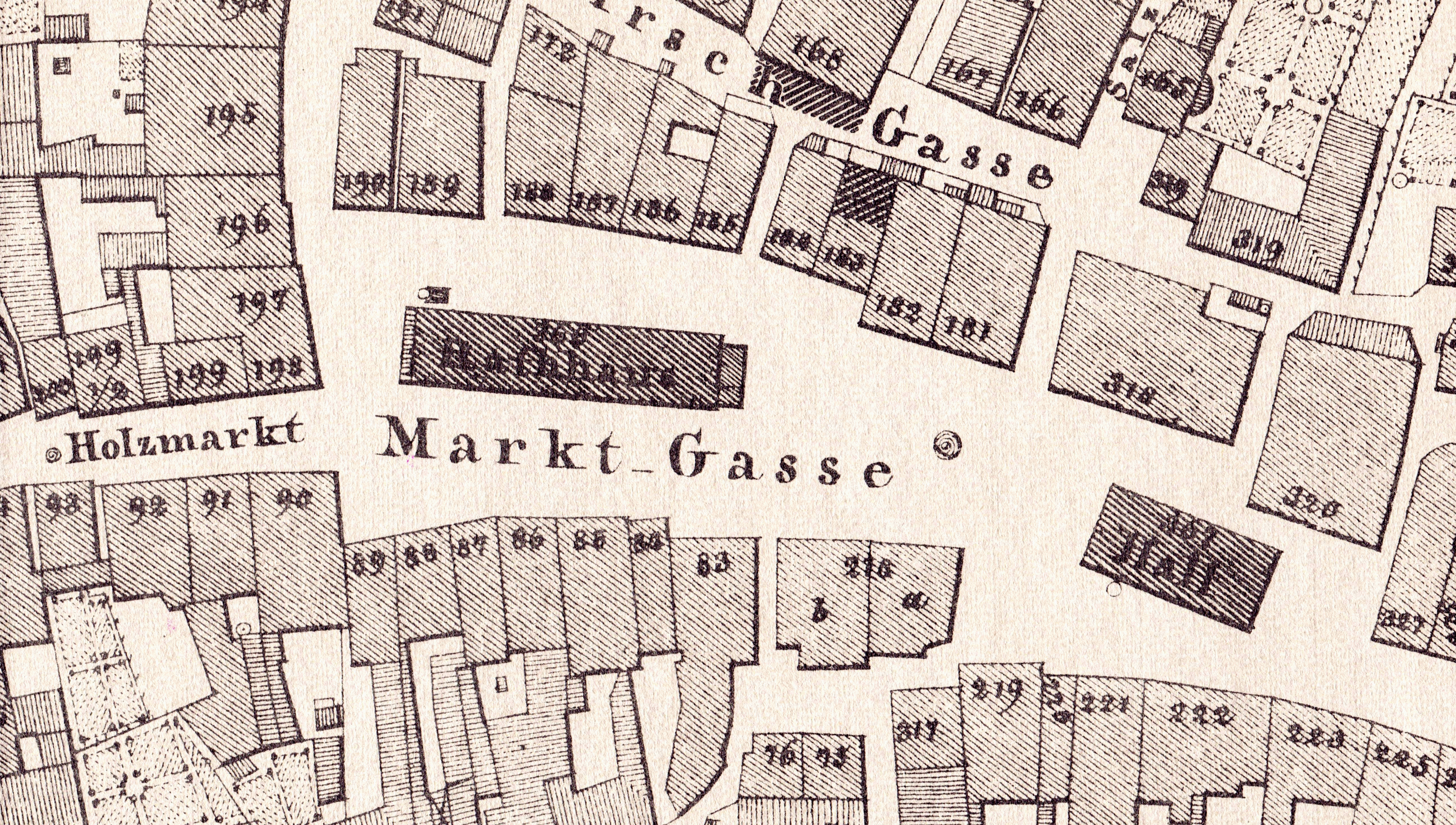
Der Plan aus dem Urkataster von 1823/26 zeigt die Position des Rathauses auf dem heutigen Rathausplatz

Das Rathaus erhebt sich als Hauptgebäude auf dem langgestreckten Rathausplatz, dem Kern der mittelalterlichen Reichsstadt und heutigen Altstadt. Der frühere Marktplatz um das Hauptgebäude war seit dem späten Mittelalter das wirtschaftliche und gesellschaftliche Zentrum der reichsstädtischen Zeit. So nannte sich das am Westende liegende, länglich gehaltene Areal Markt-Gasse. Direkt vor dem Rathaus steht der Rathausbrunnen. Am Platz befinden sich zahlreiche im Kern gotische Bauwerke. Neuere Bauwerke sind durch historisierende Fassaden erkennbar. So wurde während der Altstadtsanierung die nördliche Häuserreihe bis zum prunkvollen Ponikauhaus größtenteils abgerissen und durch Betonbauwerke, wie beispielsweise die neue Stern-Apotheke, ersetzt.
Vom Ponikauhaus aus weiter östlich zum heutigen Hotel Fürstenhof und nach einem sachlich gehaltenen Haus liegt der Londoner Hof. Wenige Meter weiter öffnet sich der Kirchplatz der St.-Mang-Kirche, die bis in das 16. Jahrhundert vom Friedhof der Erasmuskapelle umgeben war. An der Westseite stehen mit dem Stadtarchiv, dem Citymanagement im alten Zollamt (Kempten) und dem Neubronner Haus weitere Bauwerke der Stadt. Nach einigen unauffälligen, schmaleren Häusern verengt sich der Rathausplatz wieder an der ehemaligen Brauereigaststätte Zum Grünen Baum. Von der Marktgasse aus kann die Rathausstraße, früher Holzmarkt, über der sich das Dorn-Schlößle mit der darunterliegenden Freitreppe erhebt, erreicht werden. Daneben grenzen weitere Häuser wie das Zorn-Haus an. Unweit vom Rathausplatz stehen die König’schen Häuser sowie Zunfthäuser wie das Müßiggengelzunfthaus und das Weberzunfthaus.

## Baugeschichte
Ein Rat wird in Urkunden erstmals im Jahr 1273 erwähnt. Die heutige Stadt Kempten war bis in das 19. Jahrhundert zweigeteilt. Die Stadtmauer trennte die Reichsstadt Kempten vom Fürststift Kempten mit eigenem Stadtrecht im Westen. Viele Gebäude des Stiftes lagen auch auf dem raren und dichtbebauten Grund der Reichsstadt – dieser war ebenso teils Eigentum des Stifts. Zu ihnen zählte der ehemalige Salzstadel, der heutige Ort des Stadttheaters Kempten. Die Situation zweier nebeneinander liegender Städte namens Kempten endete 1802/1803 mit der Mediatisierung der Reichsstadt nach der Einnahme durch bayerische Truppen und 1818 mit dem Zusammenschluss der ehemaligen Reichs- und Stiftsstadt zu einer Stadt.

### 14. Jahrhundert: Ursprünge und Vorentwicklungen

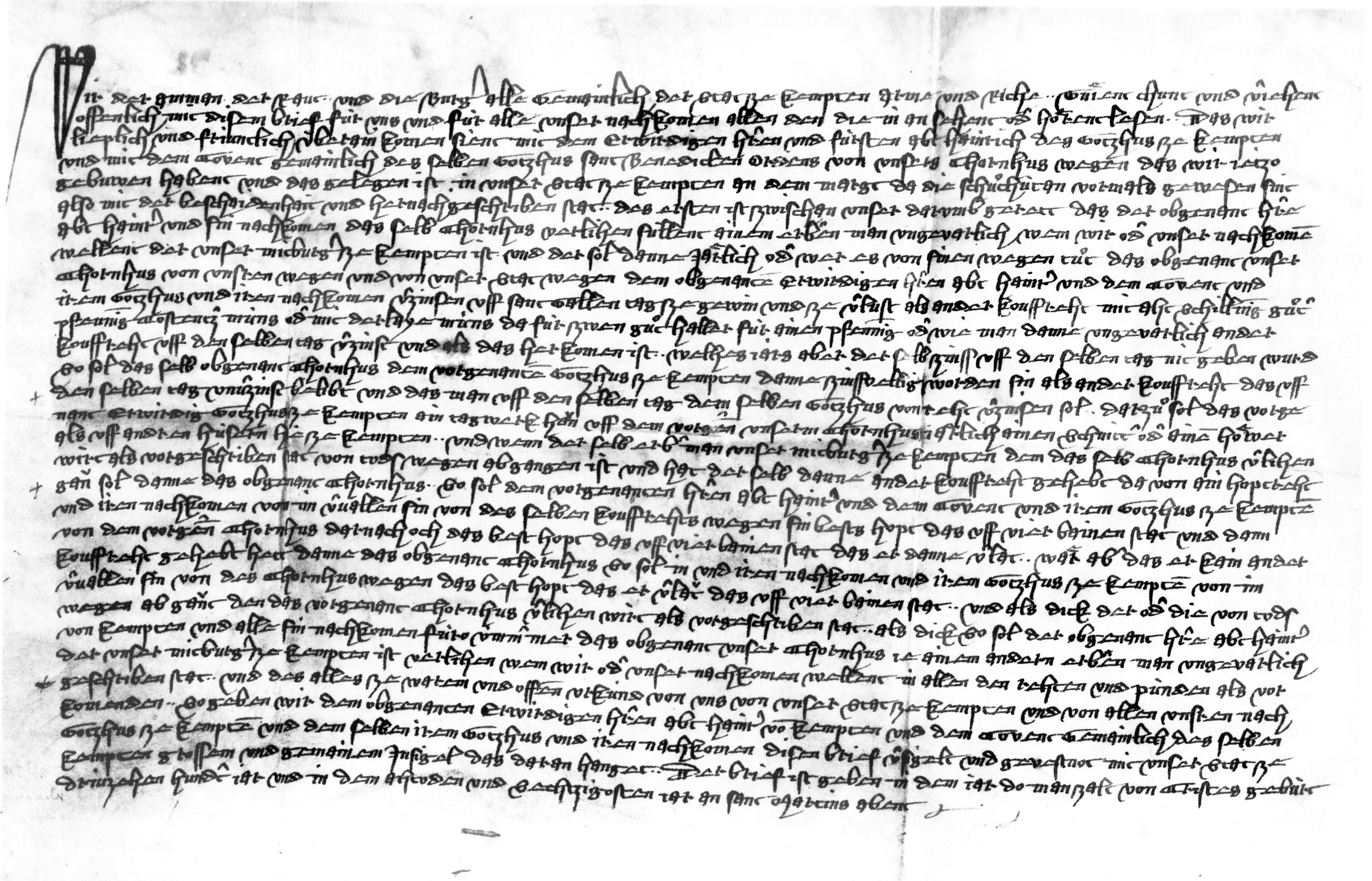
Urkunde über den Bau eines Kornhauses an der Stelle des Rathauses vom 10. November 1368

Das Rathaus hat seine Ursprünge im Jahr 1368. Zu diesem Zeitpunkt befand sich an der heutigen Stelle des Rathauses ein Fachwerkbau, der als Kornspeicher gedient hat. Im November desselben Jahres entstand ein Lehensvertrag zwischen der Reichsstadt und dem Fürstabt Heinrich von Mittelberg.
Der erste Rat wurde nach der Anerkennung der Reichsstadt Kempten durch Karl IV. im Mai 1361 gebildet. Im Dezember wurden daraufhin zwölf Räte ernannt. Der erste Bürgermeister der Reichsstadt hieß Heinrich Schultheiß, auch Heinrich der Spickel genannt.
Die Ratssitzungen fanden lange Zeit in Geschäften oder Lagerräumen statt. Erstmals erwähnt wird die Nutzung eines Kornspeichers als Rathaus im Jahr 1382. Seitdem werden in historischen Dokumenten die Begriffe Kornhaus, nicht zu verwechseln mit dem stiftsstädtischen Kornhaus, und Rathaus als Synonym benutzt. Wann genau das Kornhaus in die Hände der Reichsstadt überging, ist unklar.
Aufgrund des Lehensvertrags gab es immer wieder Konflikte mit dem Abt. Nach dem Tod eines Lehensnehmers soll die Reichsstadt keinen Nachfolger ernannt haben. Der Fürstabt war der Ansicht, dass das Kornhaus dadurch an ihn zurückfalle. Ein Schiedsgericht, bestehend aus Bürgern von Regensburg und Ulm sowie einem Bürgermeister Memmingens, kam zu dem für die Reichsstadt hilfreichen Entschluss, das Kornhaus dürfe weiterhin von der Reichsstadt verwendet werden. Festgestellt wurde, dass es zu keinem Vertragsbruch vonseiten der Reichsstadt gekommen ist.

### 15. Jahrhundert: Steinhausbau

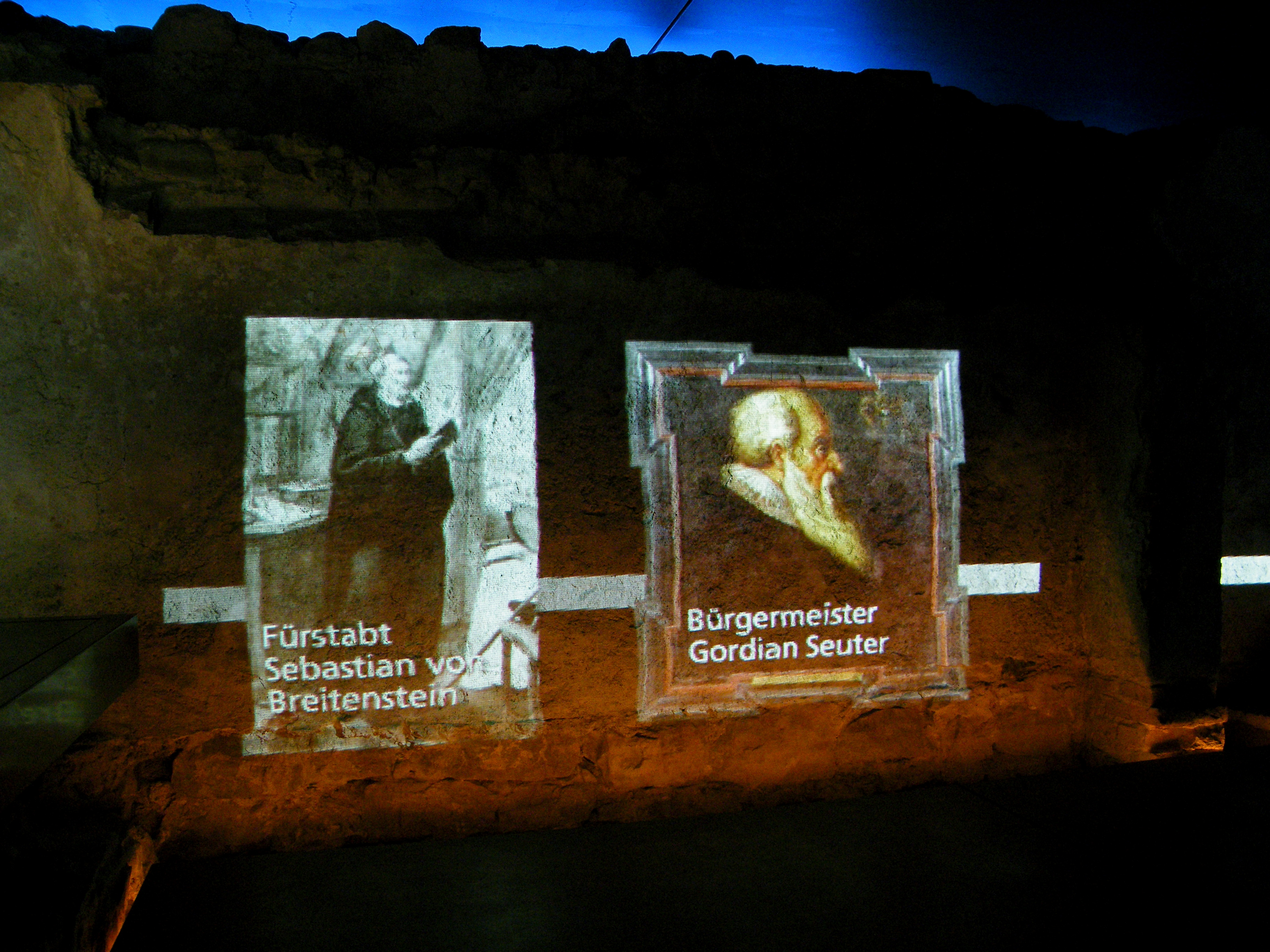
Kontrahenten, die sich geeinigt haben: Gordian Seuter, Bürgermeister der Reichsstadt, und Fürstabt Sebastian von Breitenstein

Der Rat, die Gerichtsbarkeit und der Handel mit dem Korn benötigten zunehmend mehr Platz. Nach ältesten Dokumenten wurde der Holzbau im Jahr 1474 durch einen größeren, massiven, schlichten Steinbau ersetzt, für den die Reichsstadt einen Kredit von 3000 Pfd. Heller bei der Kirche St. Mang aufnahm. Dieser Steinbau entsprach in den Abmessungen dem heutigen Bauwerk. Auf eine besondere Ausschmückung wurde beim Neubau verzichtet; der Boden gehörte immer noch dem Stift. Historiker nehmen allerdings an, dass bereits vor 1525 der Grund der Reichsstadt gehörte, denn bei dem Großen Kauf von 1525 zwischen der Reichsstadt und dem Stift wurde im Kaufregister kein Rat- oder Kornhaus erwähnt.
Das zweite Stockwerk teilten sich zwei verschieden große Säle mit einem Zwischenraum. Die erste Etage hatte nur einen durchgehenden Raum. Im Erdgeschoss gab es zwei Räume mit einer Grundfläche von etwa 400 m².

### 16. Jahrhundert: Gestaltungsmaßnahmen

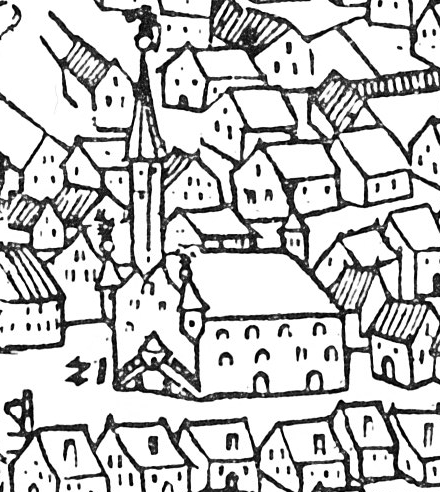
Die erste Abbildung des Rathauses aus dem Jahr 1569

Das Selbstbewusstsein und der Stolz der Reichsstädter stieg durch das 1488 von Kaiser Friedrich III. verliehene Recht, sich durch Ämter selbst verwalten zu können, und verstärkte sich durch die Münzprägeerlaubnis aus dem Jahr 1510 sowie durch die Einführung eines Gerichtswappens mit Gerichtssiegel. Durch das Verhandlungsgeschick des Bürgermeisters Gordian Seuter kaufte sich die Stadt 1525 vom Fürstabt los. Dieses geschichtliche Ereignis wird als „Großer Kauf“ bezeichnet.
Das gestiegene Selbstbewusstsein im 16. Jahrhundert lässt sich an größeren Baumaßnahmen erkennen. In den 60er-Jahren des 16. Jahrhunderts wurde das Rathaus umfassend verschönert und verbessert. Nach einem Ratsprotokoll vom Juni 1564 wurde eine Trompeterfigur (in alten Urkunden als Trompetenmännlein bezeichnet) mit einer Rüstung auf das Dach gesetzt. In Dokumenten vom August 1567 wird beschrieben, dass der kleine Turm auf dem Westgiebel gebaut wurde. In diesen Turm kam die kleine Glocke der St. Michaelskapelle, heute hauptsächlich als Erasmuskapelle bekannt, zum Einsatz. Aus dem Jahr 1569 stammt die erste Abbildung der Stadt, in der das Rathaus in seiner heutigen Form zum ersten Mal dargestellt wird. Der Holzschnitt wurde von Hanß Abelin und Hanß Rogel angefertigt.
Als Folge einer drastischen allgemeinen Teuerung im Jahr 1571 endeten die gestalterischen Maßnahmen, da die vorhandenen Gelder anderweitig eingesetzt werden mussten. Um eine Hungersnot zu vermeiden, wurden die Kornkammern des Rathauses geöffnet und Korn zugekauft.

### 17. und 18. Jahrhundert: Krisenjahre im Renaissance-Rathaus
Im 17. Jahrhundert erfolgte eine bauliche Stiländerung des Rathauses. Die spitzen Türme und treppenähnlichen Giebel der Gotik wurden durch Renaissanceelemente, wie den gewölbten Turmhauben, abgelöst. 1628 kam es in Kempten zu einem von vielen Pestausbrüchen. Die Reichsstadt Kempten verlor 2735 Einwohner.
Kurz darauf wurde die Reichsstadt im Dreißigjährigen Krieg abwechselnd von kaiserlichen und schwedischen Truppen besetzt: Zunächst griffen Schweden mit Beihilfe der Reichsstädter das Kloster des Fürstabts an. Als Rache hierfür stürmten im Januar 1633 kaiserliche Truppen die Reichsstadt und töteten ein Drittel der Bevölkerung. Als Folge des kaiserlichen Angriffs versammelten sich die noch lebenden Männer im Rathaus, um sich für zwei Tage zu beraten. Ofen und Fenster waren im kalten Winter zuvor bei den Angriffen beschädigt worden. Durch die Brände während der Eroberungen ging ein Teil der im Rathaus gelagerten Archivalien verloren.
1642 wurde der durch den Angriff beschädigte Brunnen vor dem Rathaus wieder repariert.
Infolge des Spanischen Erbfolgekriegs wurde 1703 auf Befehl eines französischen Generals ein Wachhaus an der Ostseite angebaut, das 1823 durch einen Neubau ersetzt wurde. Auf die im 18. Jahrhundert in der Region übliche Barockisierung wurde beim Rathaus verzichtet. So wurden zahlreiche Patrizierhäuser wie das Ponikauhaus, oder die St.-Mang-Kirche, barockisiert.

### 19. Jahrhundert: Kempten wird bayerisch

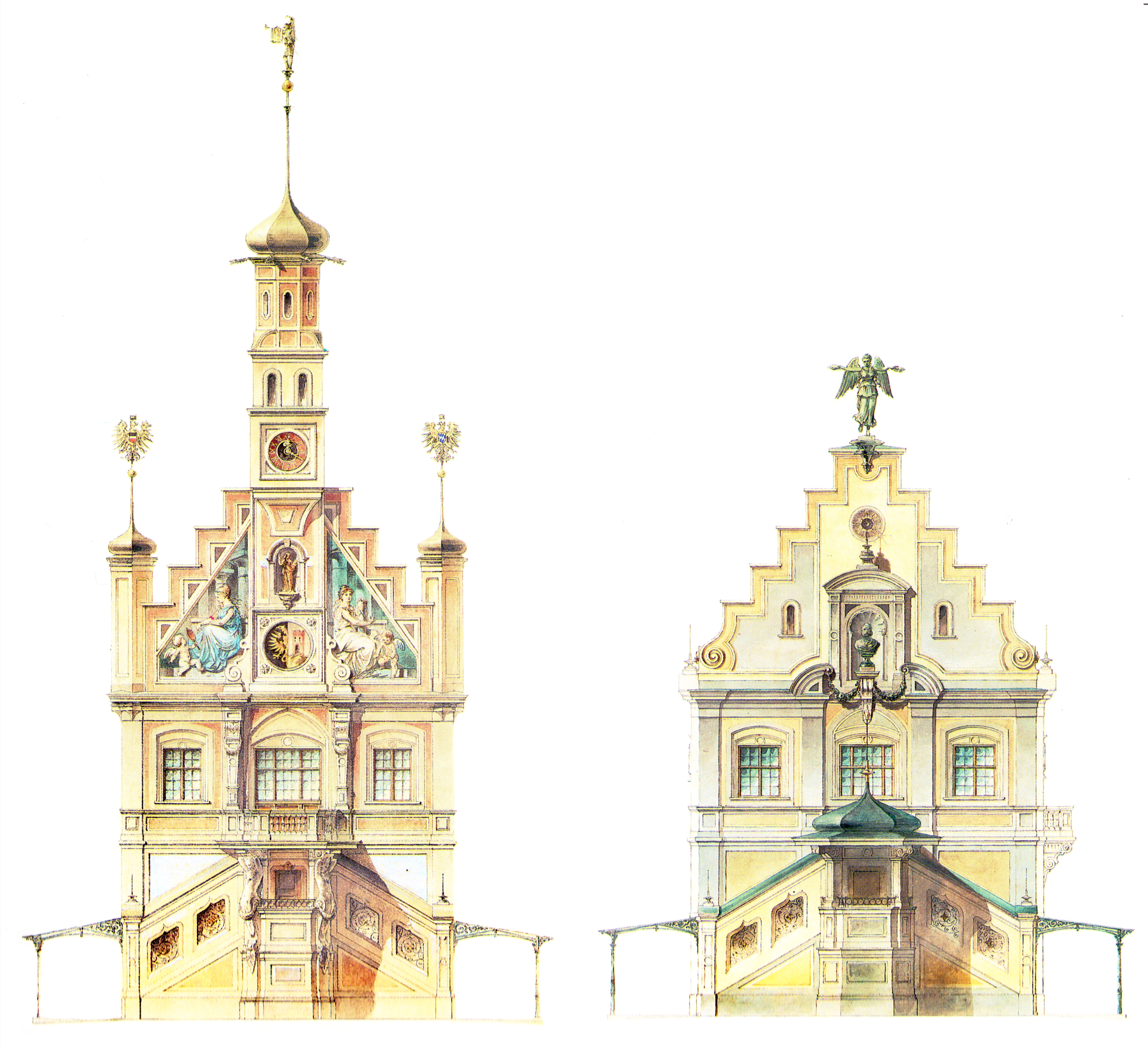
Der ausgeführte Entwurf von Ludwig von Kramer

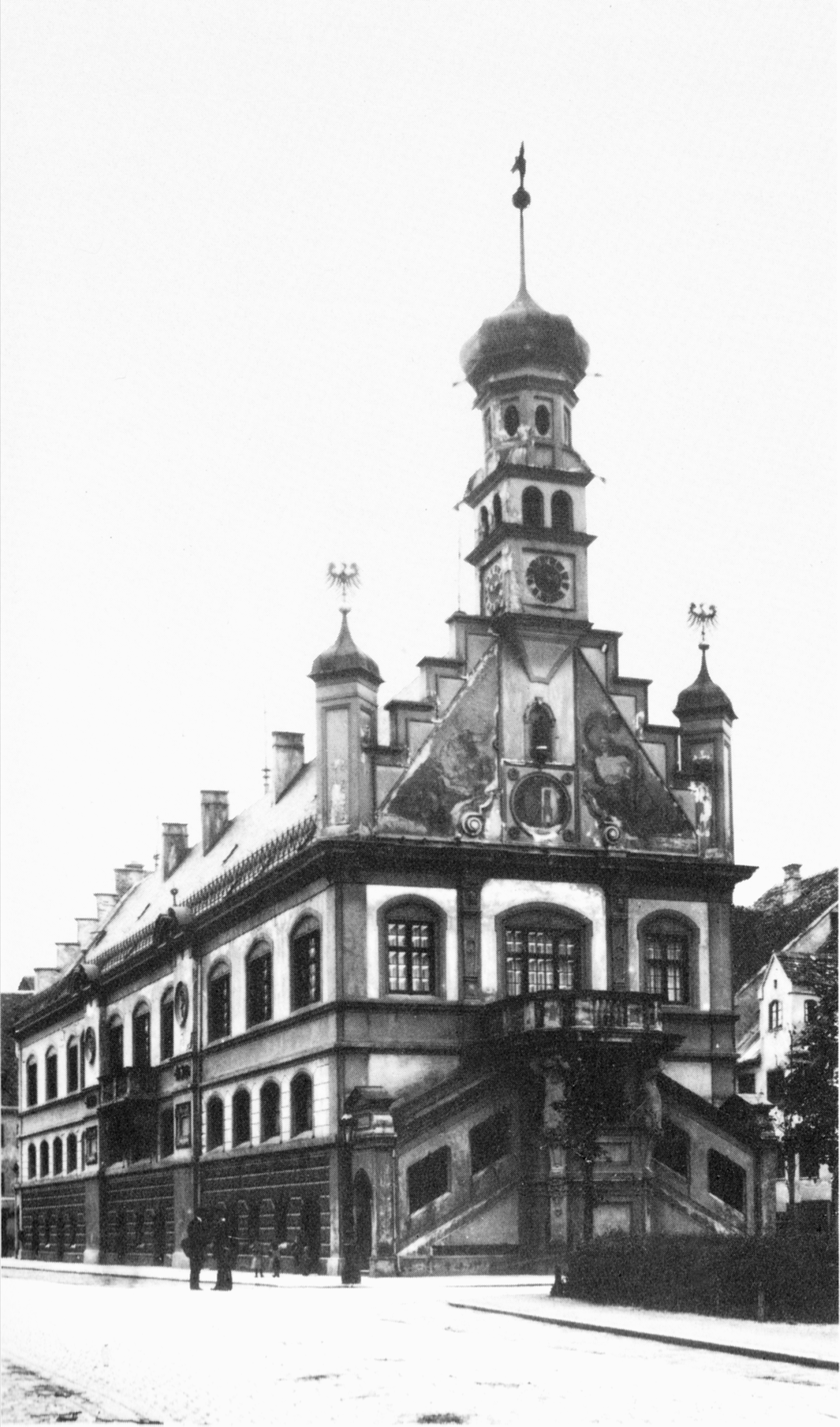
Zwischen 1878 und 1897 erstellte Fotografie vom Rathaus mit der Umsetzung von Kramer

Napoleon Bonaparte versprach dem bayerischen Kurfürsten die schwäbischen Reichsstädte. Um sich dies zu sichern, besetzten Max I. Josephs Truppen am 27. August 1802 die Reichs- und Stiftsstadt Kempten. Durch ihn wurden die beiden Städte quasi zwangsvereint. Als Folge der Vereinigung wurde der reichsstädtische Rat aufgelöst. Der Bürgermeister Jakob von Jenisch legte sein Amt freiwillig nieder. 1804 bekam die Stadt einen Verwaltungsrat, der das bisherige Magistrat ersetzte. Der neue Rat bestand aus fünf Verwaltungsräten und einem Bürgermeister.
Die gestiegenen Verwaltungsverhältnisse in der Stadt benötigten mehr Platz im Rathaus. Das Stadtgericht besaß damals nur einen kleinen Gerichtssaal, das Rechen- und Knechtstüble. Wegen der beengten Platzverhältnisse wurden im Februar 1808 die notwendigen Baumaßnahmen zur Umstrukturierung beschlossen. Die Stadt war so verschuldet, dass sie kein Geld für die benötigten Veränderungen aufbringen konnte. So nahm sie einen Kredit von 17.000 Gulden beim bayerischen Innenministerium auf. Bei dem Umbau wurden mehrere Wände abgebrochen. Die Steinböden wurden durch Dielen ersetzt. Die Treppe zum Dachboden und Tür- und Fensterstöcke wurden erneuert. Die neuen Öfen benötigten zusätzliche Kamine, die mit einem Zug über das Dach geführt wurden. Die ganzen Arbeiten wurden im Sommer 1810 vollendet.
Im Jahr 1818 konnten die Bürger gemäß der ersten Bayerischen Verfassung wieder einen Magistrat wählen. Der Magistrat bestand aus Bürgermeister, Rechtsrat, Stadtschreiber, acht bürgerlichen Magistratsräten und 24 Gemeindebevollmächtigten und hatte seinen Sitz im Rathaus. Ein Jahr zuvor wurde das Gericht aus dem Rathaus in die Residenz verlegt. Im Rathaus blieb somit nur noch die Stadtverwaltung.
Nachdem die letzten großen Maßnahmen zum Erhalt des Rathauses 60 Jahre zurücklagen, entschloss sich der Stadtrat im Jahr 1870 zu einer Restaurierung. Sie war notwendig, da 1867 ein Aufzuggiebel aus Sicherheitsgründen abgerissen worden war. Kurze Zeit nach dem Beschluss begann aber der Deutsch-Französische Krieg und größere Baumaßnahmen mussten auf friedlichere Zeiten verschoben werden. Einige Arbeiten wurden aber dennoch ausgeführt. So wurde die Rathauskanzlei für 100 Gulden verlegt.
Die größte Baumaßnahme des 19. Jahrhunderts stammt vom Künstler und Illustrator Ludwig von Kramer. Das Rathaus wurde aufgrund der guten wirtschaftlichen Konjunktur und des vorherrschenden Historismus in wuchtige Neurenaissanceformen versetzt. Auf der Ostfassade entstand ein großes Fresko. Im Frühjahr 1874 begannen die Abbrucharbeiten an der alten Fassade. Die Sitzungen des Rats fanden damals im Saal der ehemaligen Weberzunft statt. Wiederverwendbares vom Abbruch, wie Eisen, Ziegel, Holz und Fensterstöcke, wurde versteigert. Um preiswerte Handwerker für die auszuführenden Arbeiten zu finden, schrieb die Stadtverwaltung Wettbewerbe in Zeitungen aus. Noch im selben Jahr wurde das Fresko vollendet und der Turm restauriert, im Innern fanden die ersten Arbeiten statt. An den restlichen Fassaden wurde bis 1878 gearbeitet. In der Westfassade erfolgte der Einbau einer Büste in einer neuen Nische. Statt der genehmigten 65.386,86 Mark kosteten die gesamten Arbeiten dann jedoch etwa 165.000 Mark, was eine Preissteigerung von etwa 150 Prozent ausmachte.
Bereits 1897 ist der Zustand des Rathauses für unhaltbar gehalten worden. Die Fresken fingen an abzublättern. An verschiedenen Werksteinen aus Sandstein zeigten sich Verwitterungsschäden. Im Mai 1898 erhielt der Magistrat einen Restaurierungsvorschlag. Geplant war keine völlige Neugestaltung, sondern ein Konzept zur Ausbesserung der Bauschäden. Letztlich traf der Rat die Entscheidung, nur Teile des Konzepts durchzuführen. Das gesamte Konzept wäre wegen der neuen hohen Kosten nicht mehr tragbar gewesen. Der Treppengiebel wurde mit Granitplatten abgedeckt. Die Büste des Prinzregenten wurde durch eine größere ersetzt. Die Fresken sind mit weißer Wandfarbe überstrichen worden.
Während der Arbeiten am Dach wurde das bereits einarmige, teilweise schon siebartige Trompetermännle ausgetauscht. Bei der Abnahme des Männchens fand sich eine Kupfertafel mit folgender Aufschrift:

„Anno 1764 den 18. Juni ist untter Direktion S : T : Herrn Johannes Funk Bauamtsverwalters durch Matthäus Wanckmüller Stattwerck-Meister diser Thurm neu repariert und die Helmstange samt Knopff und Mändlein neu aufgerichtet worden.“

Ebenso kam im Jahr 1899 eine neue Justitia: Die alte Figur wurde restauriert, grau bemalt und einem Kemptener Museum übergeben. Die neue Figur der Gerechtigkeit wurde aus Kupfer gearbeitet und ist vorher in München ausgestellt worden. Die alte Holzfigur war beweglich, sie konnte mit dem Kopf nicken und den Arm mit dem Schwert senken; die neue ist unbeweglich. Im gleichen Zeitraum wurde eine Zentralheizung installiert.

### 20. Jahrhundert

#### Gotisierung

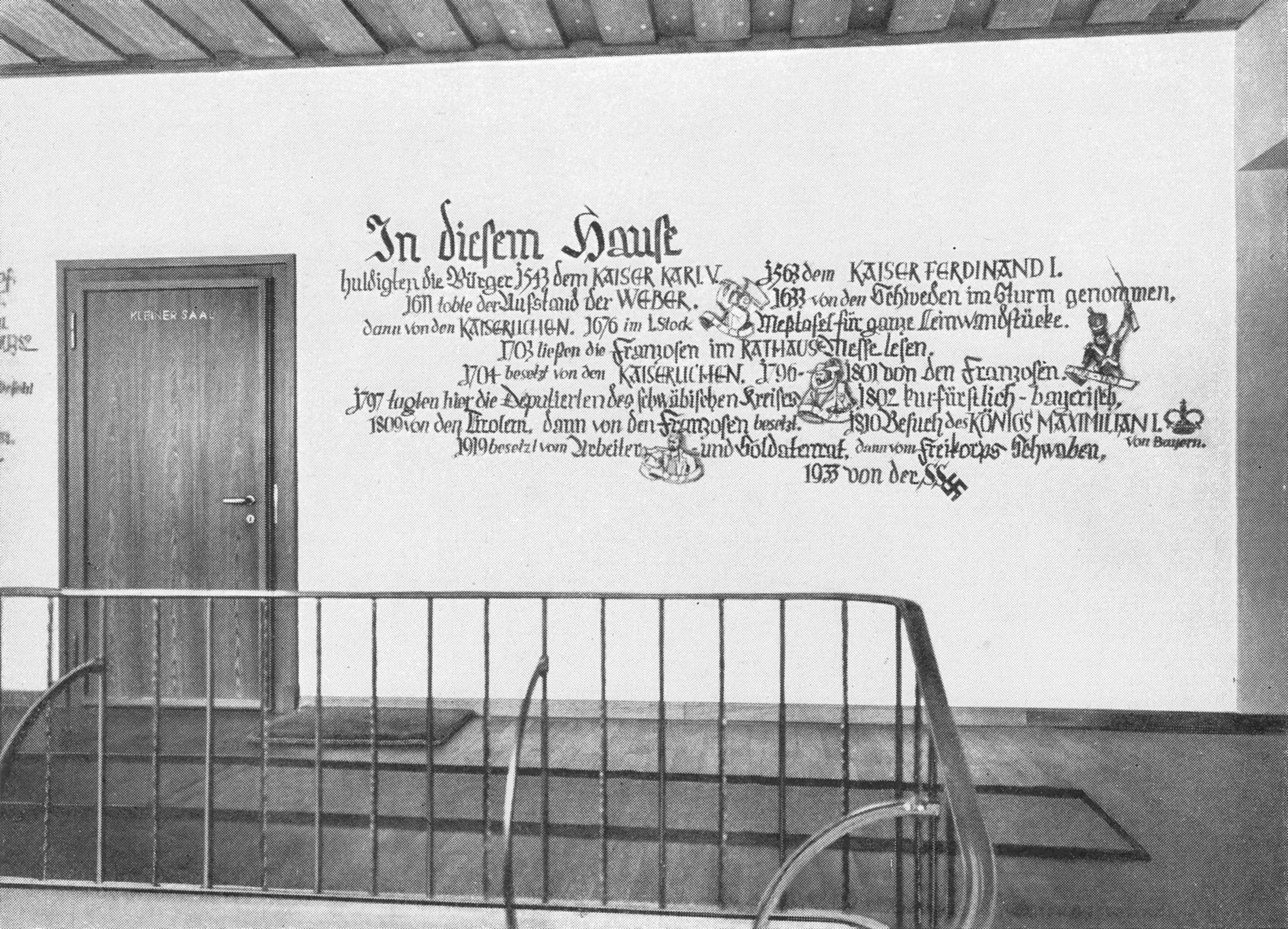
Aufschrift auf der Gangwand zum kleinen Saal

Der Strukturwandel der Stadt erforderte zu Beginn des 20. Jahrhunderts weiteren Platz für die Verwaltung. Das bisher größtenteils vermietete Erdgeschoss wurde 1902 für die Polizei, das Arbeitsamt und den Kassenraum umgebaut. Im großen Saal ersetzten die Umbauer den zu klein gewordenen runden Tisch durch einen U-förmigen. 1906 endete der Kornverkauf mit langer Tradition im Erdgeschoss. Dort wurde das Einwohnermeldeamt eingerichtet. In der Amtszeit des Bürgermeisters Otto Merkt wurde eine weitere räumliche und organisatorische Aufteilung der Räume vollzogen. Dabei entstand im Jahr 1920 auch ein neuer Raum für den Bürgermeister, entworfen von dem Architekten Andor Ákos, unter anderen, ein neuer Raum für den Bürgermeister.
Der Kemptener Architekt Sepp Zwerch (1907–1985) nahm in den Jahren 1934 bis 1937 im Inneren des Rathauses eine Gotisierung vor. Als Erstes griff er in den Ratssaal ein. Verwendet wurde die seit 1912 zwischengelagerte Ausstattung der alten Weberzunft. Die Zeit des Nationalsozialismus hinterließ auch im Rathaus ihre ideologische Gesinnung. So versuchte Alfred Weitnauer, einen historischen Kontext zwischen dem Rathaus und einem dort gelegenen alemannischen Herzogshof und pfälzischen Königshof herzustellen. So hieß es im Jahr 1937 an der Gangwand des Treppenhauses im Rathaus vom Zugang zum Kleinen Saal:
Dieses Haus

war einstmals alemannischer Herzogshof,

um 740 fränkischer Königshof,

dann stift-kemptischer Fruchtkasten,

1368 städtisches Kornhaus als Holzbau, seit 1382 auch Rathaus, seit 1474 Steinbau.

[...]

1919 besetzt vom Arbeiter- und Soldatenrat, dann vom Kreiskorps Schwaben, 1933 von der SS.
Diese Wandanschrift malte Franz Weiß.
Weitnauers versuchte Theorieetablierung wurde durch die Erforschung der städtischen Siedlungsgeschichte seit den 1980er Jahren widerlegt. An gleicher Stelle floss noch um 1300 mindestens ein Arm der Iller. Der Fluss wurde während eines Großumbaus der damals noch kleinen Stadt auf die östliche Seite der Burghalde verlegt. Der alte Flussverlauf wurde durch Zu- und Aufschüttung weitestgehend trockengelegt. Erst danach wurde die Fläche um das Rathaus baulich erschlossen, ein Herzogs- oder Königshof konnte an dortiger Stelle somit nicht gestanden haben. Dass Holzbalken einer Flussbrücke an der Westseite des Rathauses gefunden wurden, unterstützt diese Theorie.
In den Jahren 1937 und 1938 stand die äußere Gestaltung im Vordergrund der Arbeiten. Der Vorschlag, die Fassaden wieder gotisch zu gestalten, kam vom Landesamt für Denkmalpflege. Es wies auf die „problematische“ gründerzeitliche Gestaltung von Kramer hin. Ebenso benötigte die zunehmende Motorisierung mehr Räume für die Ordnungspolizei, Kfz-Abteilung und Registratur. 1938 malte Franz Weiß ein Fresko mit der Legende des Heinrich von Kempten auf die Südfassade. Die Legende war in einer altertümlich wirkenden Schriftart von Weiß geschrieben und lautete:
Heinrich Rizner, ein Ritter

genannt HEINRICH von KEMPTEN

hatte sich die Ungnade des Kaisers zugezogen.

Doch als sein Lehensherr, der Abt von Kempten, einst die

Mannen aufbot, weil in Italien Reich und Ehr auf dem Spiele

standen, folgte Heinrich dem Befehl und zog mit einem Heere

nach Welschland.

Dort saß Heinrich einmal gerade im Badzuber, als er sah, wie der

Kaiser aus dem Hinterhalt überfallen wurde. Leib und Leben des

Kaisers wären dahin gewesen, hätte nicht Heinrich nackend wie er

war, Schild und Schwert ergriffen und seinen Herren in mutigen Kumpfe

befreit. Da wurde ihm von Otto dem Großen viel Huld und Ehr erwiesen.

So geschehen vor San Leone anno 963
Der Balkon im Süden wurde vereinfacht. Auf der Westfassade wurde die Nische der Königsbüste zugemauert und sämtlicher Zierrat entfernt. Am Giebel wurde wieder ein kleiner Turm errichtet. Die Nordfassade erhielt einen neuen Aufzuggiebel, das Dach Schleppgauben. Die Ostseite erhielt von Weiß die verschiedenen Wappen.

#### Nachkriegszeit
Im Jahr 1958 wurde der Haupteingang in den ersten Stock verlegt. Über den östlichen Treppenvorbau und einen kleinen Windfang erreichte der Besucher eine Eingangshalle.
Als 1972 die Ortschaften Sankt Mang und Sankt Lorenz zu Kempten eingemeindet wurden, benötigte der Stadtrat für die von 32 auf 44 gestiegenen Sitze mehr Platz, wofür statisch unbedeutende Holzsäulen entfernt und die Tische erweitert wurden.
Bis 1985 wurden am Rathaus keine größeren Baumaßnahmen durchgeführt. Das Rathaus blieb bis auf wenige Veränderungen den Plänen von Sepp Zwerch treu. Die Stadt glaubte Mitte der 1980er zu erkennen, dass das Rathaus den Anforderungen einer modernen Stadtverwaltung nicht mehr gerecht wurde. So zog die Polizei aus dem Erdgeschoss in ein eigenes, neues Gebäude um. 1984 und 1985 wurden von der Stadt, gemeinsam mit dem noch lebenden Sepp Zwerch, komplett neue Pläne, mit neuer Raumaufteilung, erstellt. Im Erdgeschoss wurde eine großzügige Empfangshalle eingerichtet. Dabei gruben Archäologen und Bauarbeiter etwa drei Treppenstufen tief in den Boden, um an Raumhöhe zu gewinnen und um archäologische Untersuchungen durchführen zu können. Die alten Holzpfeiler wurden mit Beton unterfangen. In einem Flur und zwei Räumen legten Archäologen Fundamente und Säulenreste aus dem 15. Jahrhundert frei. Sie wurden mit einer begehbaren Glasscheibe abgedeckt. Bei den Baumaßnahmen kam das Trauzimmer des Standesamts aus dem alten Zollamt ins Rathaus zurück.
Im Außenbereich wurde das Dach neu gedeckt und der Westturm stabilisiert. Der Reichsadler und die Patrizierwappen auf den Fassaden wurden generalüberholt und die Uhr an der Westseite erneuert. Die Darstellung „Heinrich der Kempter“ wurde zusammen mit dem Zifferblatt der Westfassade von Franz Weiß überholt.
Die Arbeiten waren 1987 vollendet. Die Kosten beliefen sich auf rund sieben Millionen Mark. Durch den Oberbürgermeister Josef Höß wurde das modernisierte Rathaus am 18. Oktober 1987 mit einem Tag der offenen Tür feierlich eröffnet.

## Nicht realisierte Pläne

### Umgestaltung

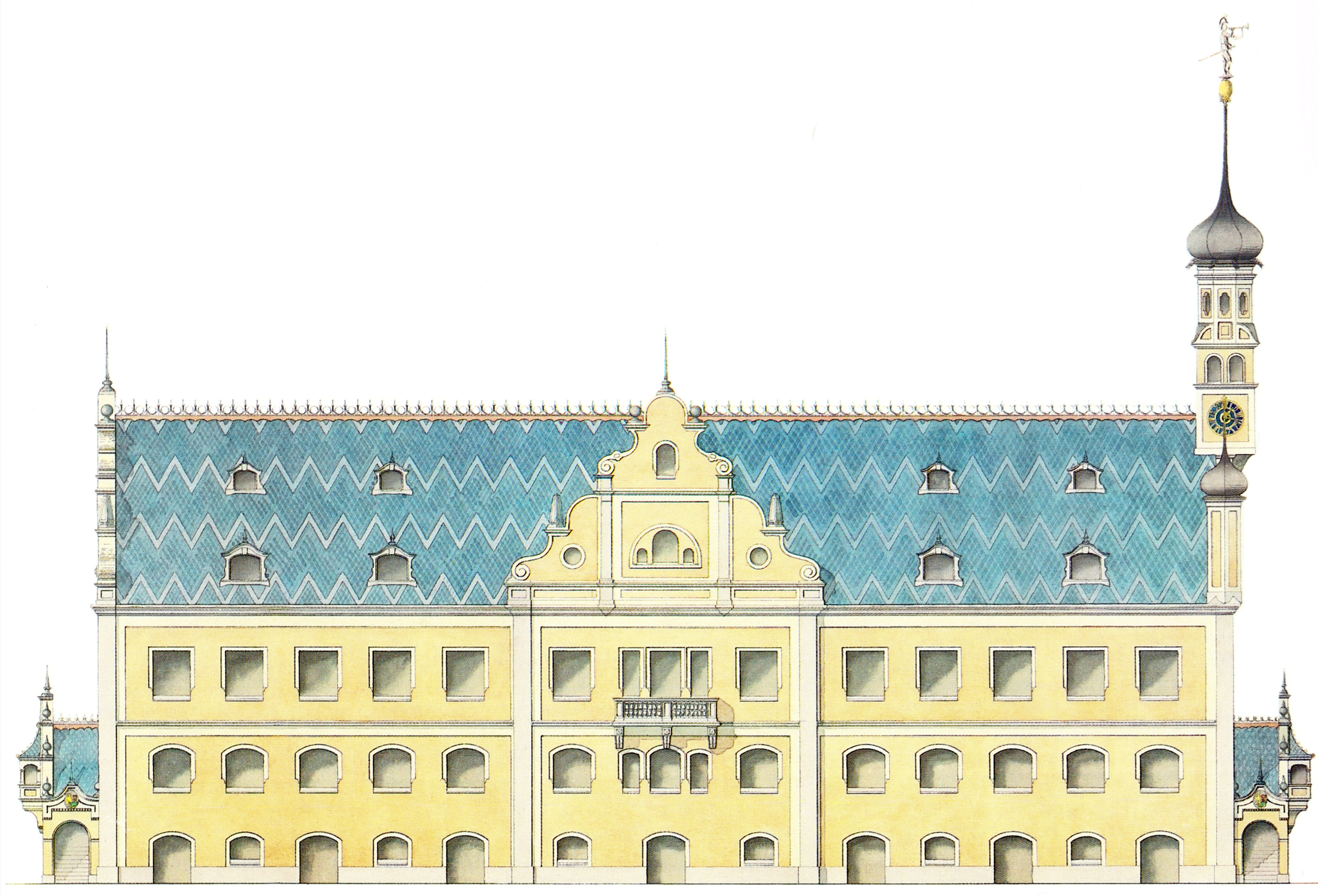
Nicht durchgeführter Plan von Rudolf Knapp für die Südfassade, 1873

Zwischen 1823 und 1857 entstanden Entwürfe für eine Regotisierung, mit der die Fassade einheitlich gestalt werden sollte. So fallen auf den Plänen die Spitztürme anstatt der Zwiebeltürme und die zinnenbewehrten Ausgucke auf den seitlichen Türmchen auf. Viele Fenster sollten zusammengefasst werden und der östliche Turm wieder eine spitze Haube erhalten.

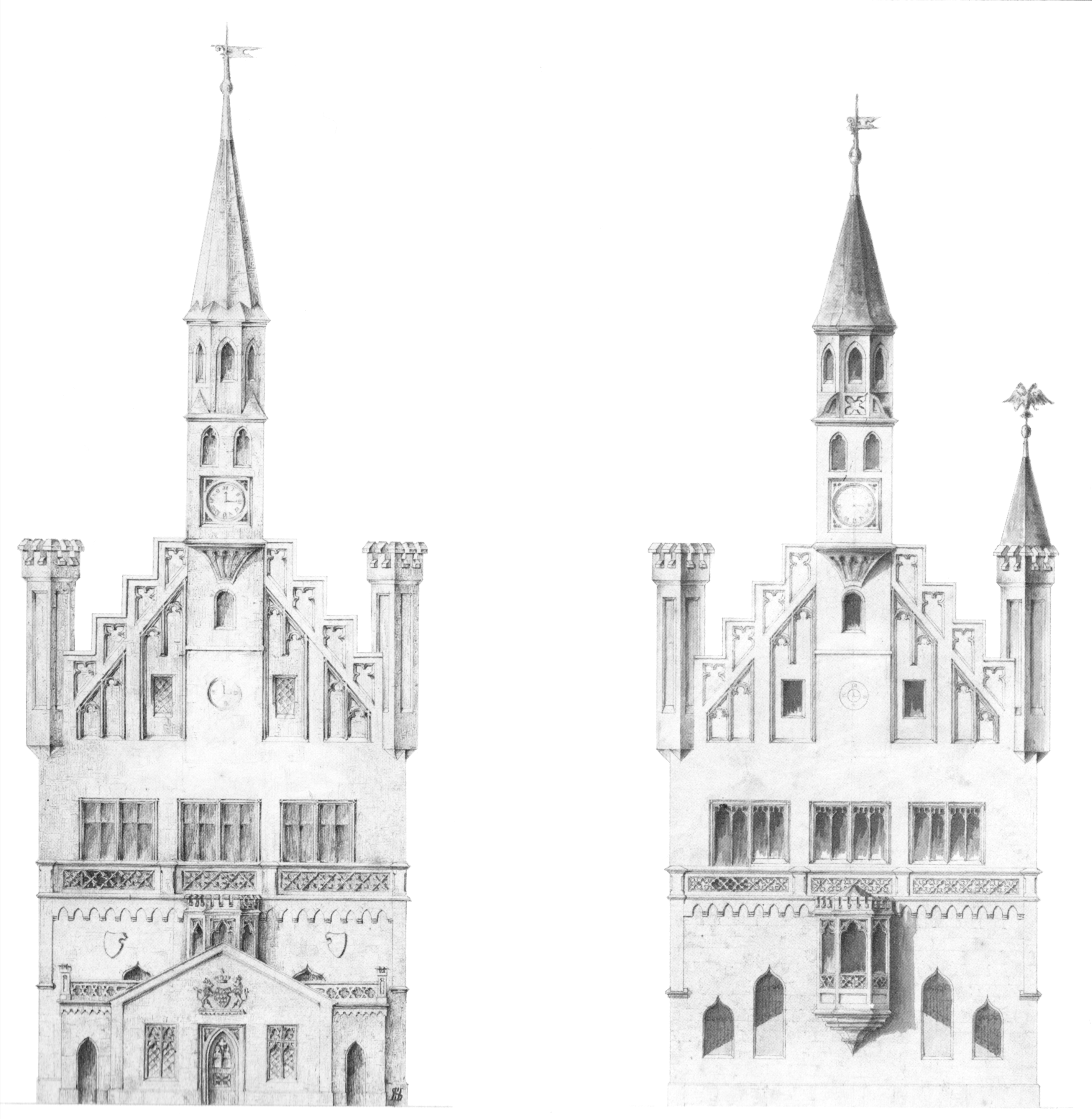
Zwei Vorschläge für die Regotisierung der Ostfassade
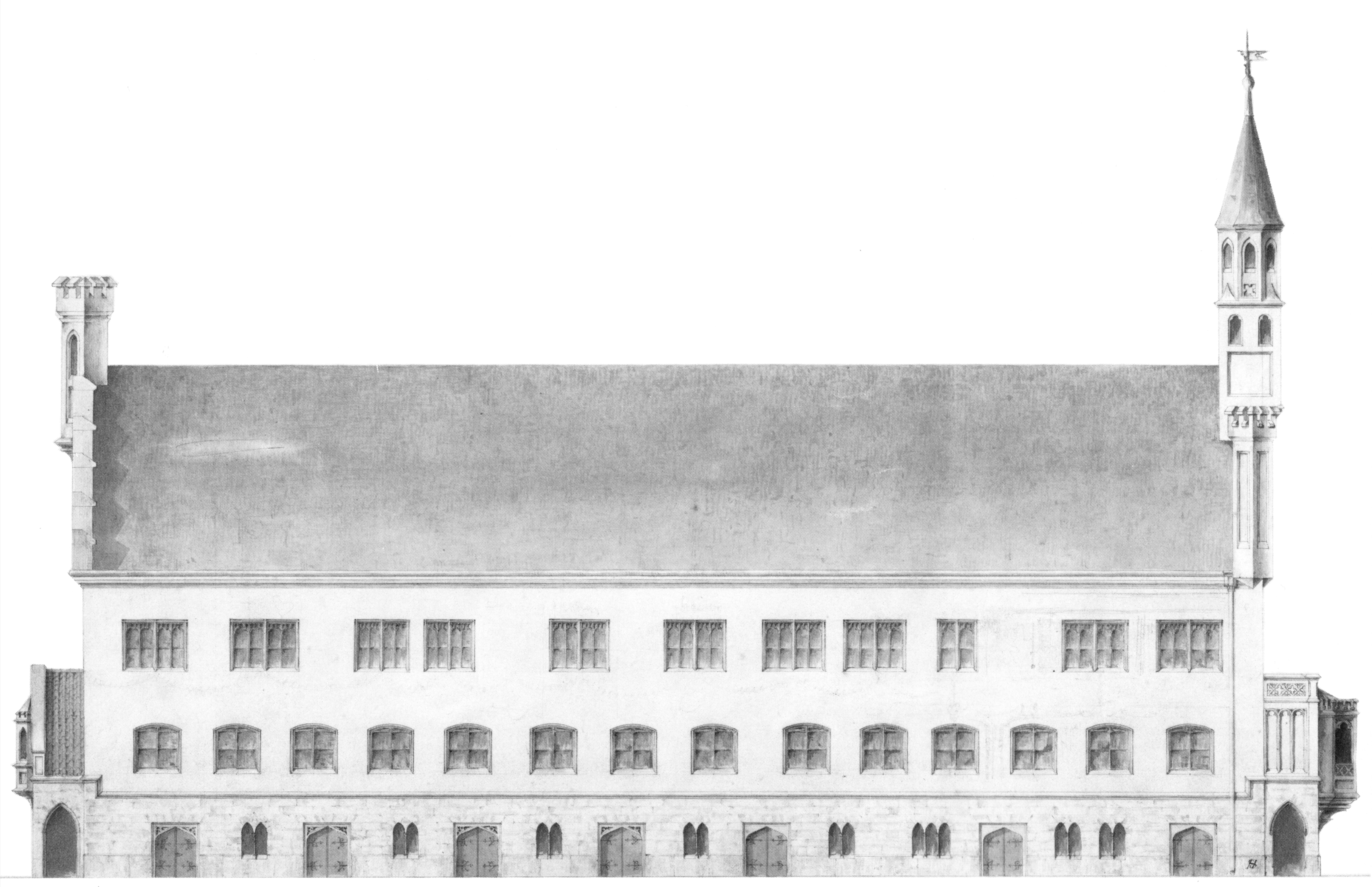
Südfassade
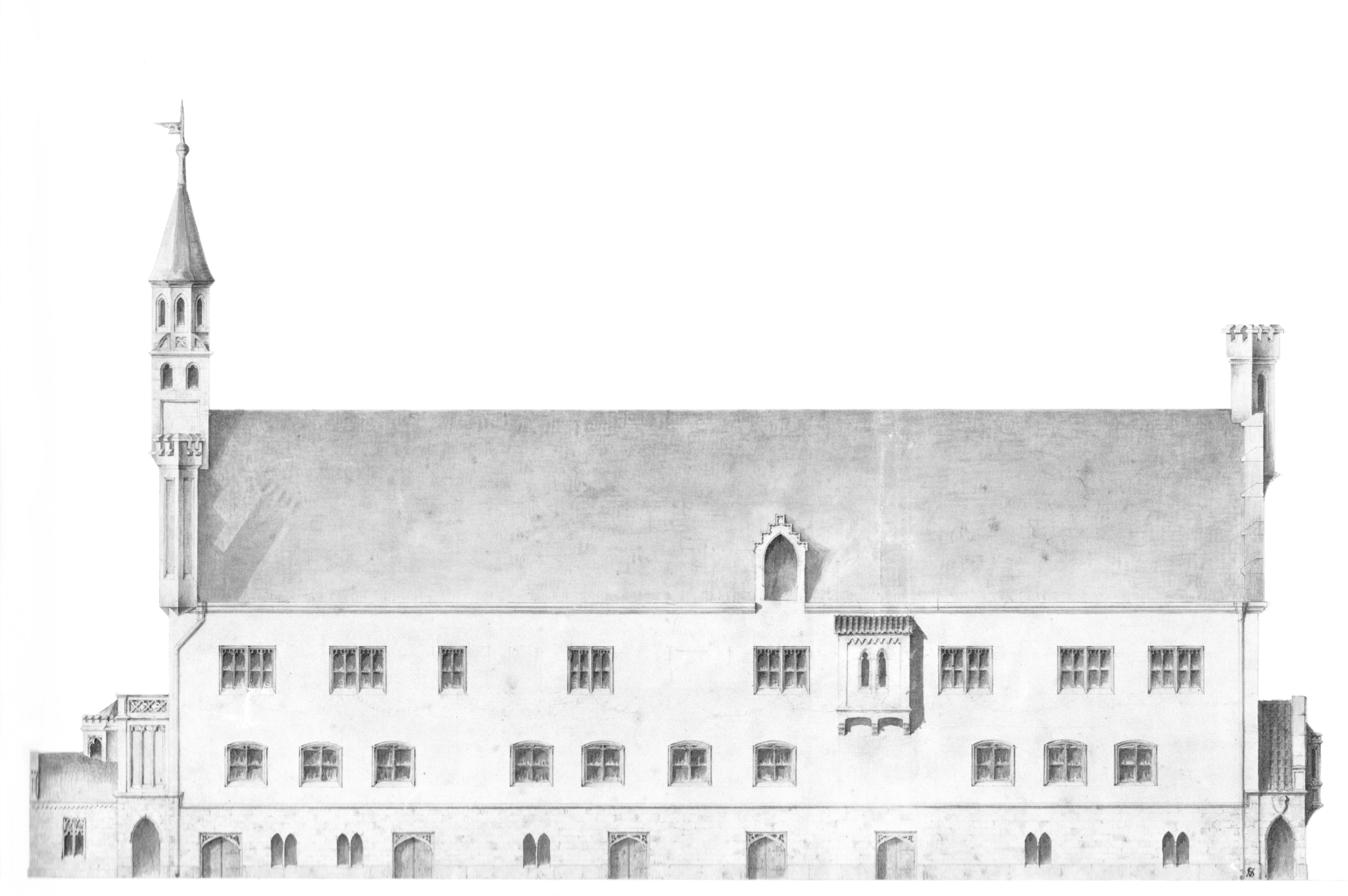
Nordfassade
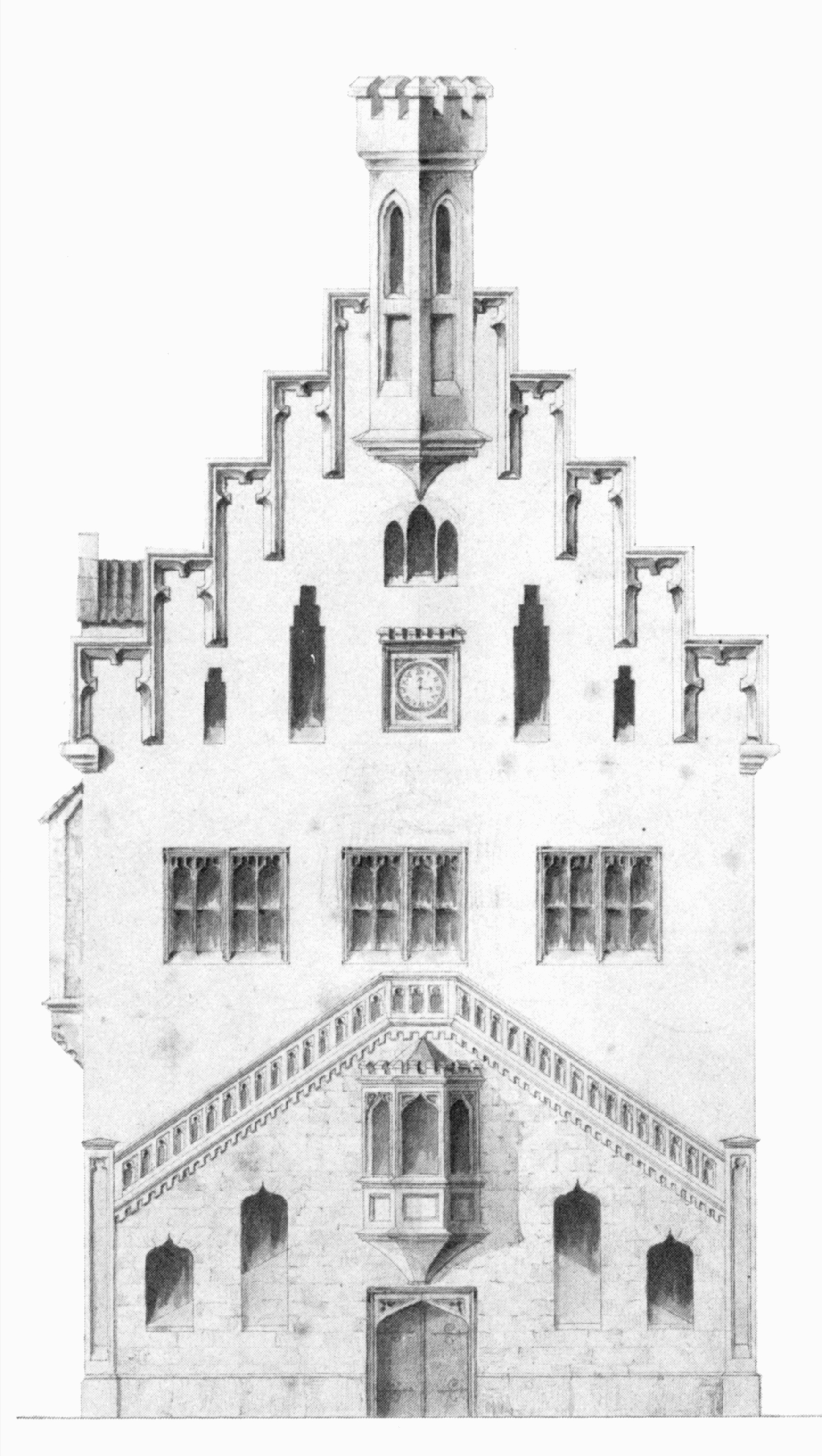
Westfassade

Wettbewerbsentwurf zur Erweiterung des Rathauses aus dem Jahr 1939 von Sepp Zwerch. Die rote Färbung markiert den Altbau, die blaue Farbe den entworfenen Anbau

Ein weiterer Plan stammt von Rudolf Knapp aus dem Jahr 1873 und stellt lediglich die Südfassade dar: Die Fassade ist symmetrisch gegliedert und hat einen Mittelrisalit über drei Fensterachsen sowie einen Balkon im zweiten Stockwerk und einen barocken Giebel. Türen und Fenster sind gleichmäßig aufgeteilt. Der Plan entstand, weil Knapp die Entwürfe von Kramer als nicht sehr vielversprechend empfand und somit ein Gegenangebot anbieten wollte.

### Ausbau
1936 kam von Anton Brändle, dem NSDAP-Kreisleiter und späteren Oberbürgermeister, der Vorschlag, ein neues Rathaus gegenüber der Residenz zu erbauen. Im alten Rathaus sollte ein Heimatmuseum untergebracht werden. Der Oberbürgermeister Otto Merkt lehnte diesen Vorschlag ab. Das Rathaus gehöre nach seinen Angaben an den alten Markt, dort sei der Mittelpunkt der Stadt, an historischen Entwicklungen sei festzuhalten.
Obwohl für das Rathaus immer mehr Gebäude am Rathausplatz angemietet, enteignet oder gekauft wurden, mangelte es der Stadtverwaltung weiterhin an Platz. So entstanden drei Entwürfe, darunter wieder einer von Sepp Zwerch. Geplant war ein deutlicher Ausbau des Rathauses, doch wurden diese Pläne nie ausgeführt, da das Landesamt für Denkmalpflege und die Stadt den vorgeschlagenen Ausbau als zu groß empfanden. Die Erweiterung hätte den Bau sehr wuchtig und damit das alte Gebäude klein erscheinen lassen.

## Baubeschreibung
Das langgestreckte Gebäude hat drei Etagen und trägt einen markanten Treppengiebel an der Ostseite. Den Zutritt in das erste Stockwerk ermöglichen ebenso an der Ost- und Westseite platzierte, symmetrische Treppen. Das Dach wird von einem gotischen Dachstuhl getragen.

### Außenbereich

#### Ostfassade

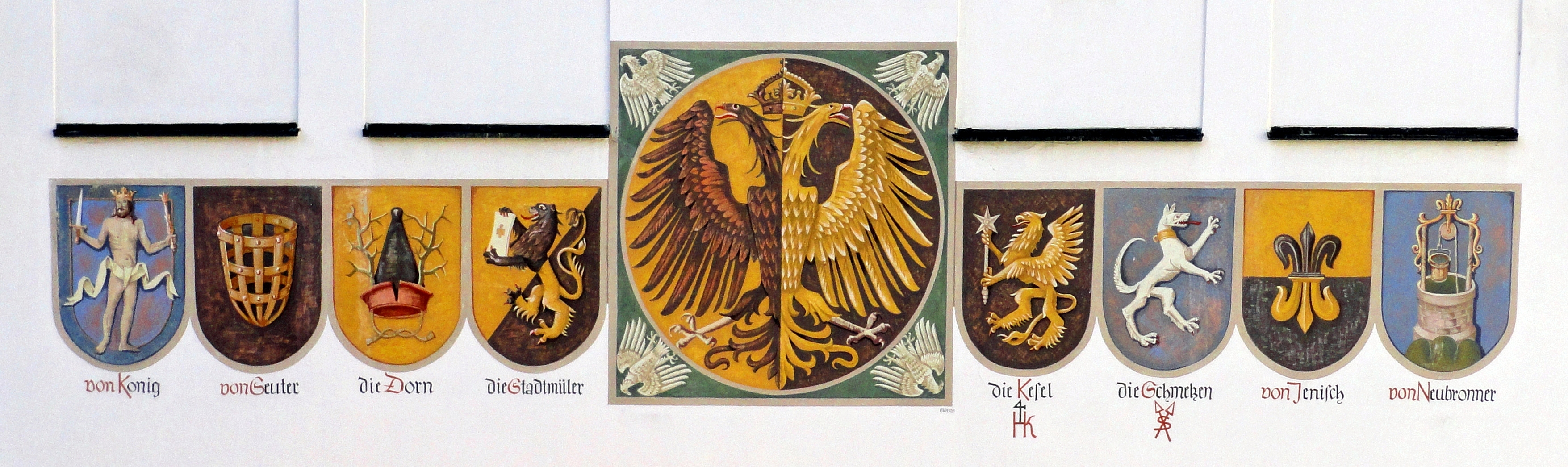
Wappen der Patrizierfamilien. Von links: König, Seuter, Dorn, Stadtmüler, Doppeladler, Kesel, Schmelzer, Jenisch und Neubronner

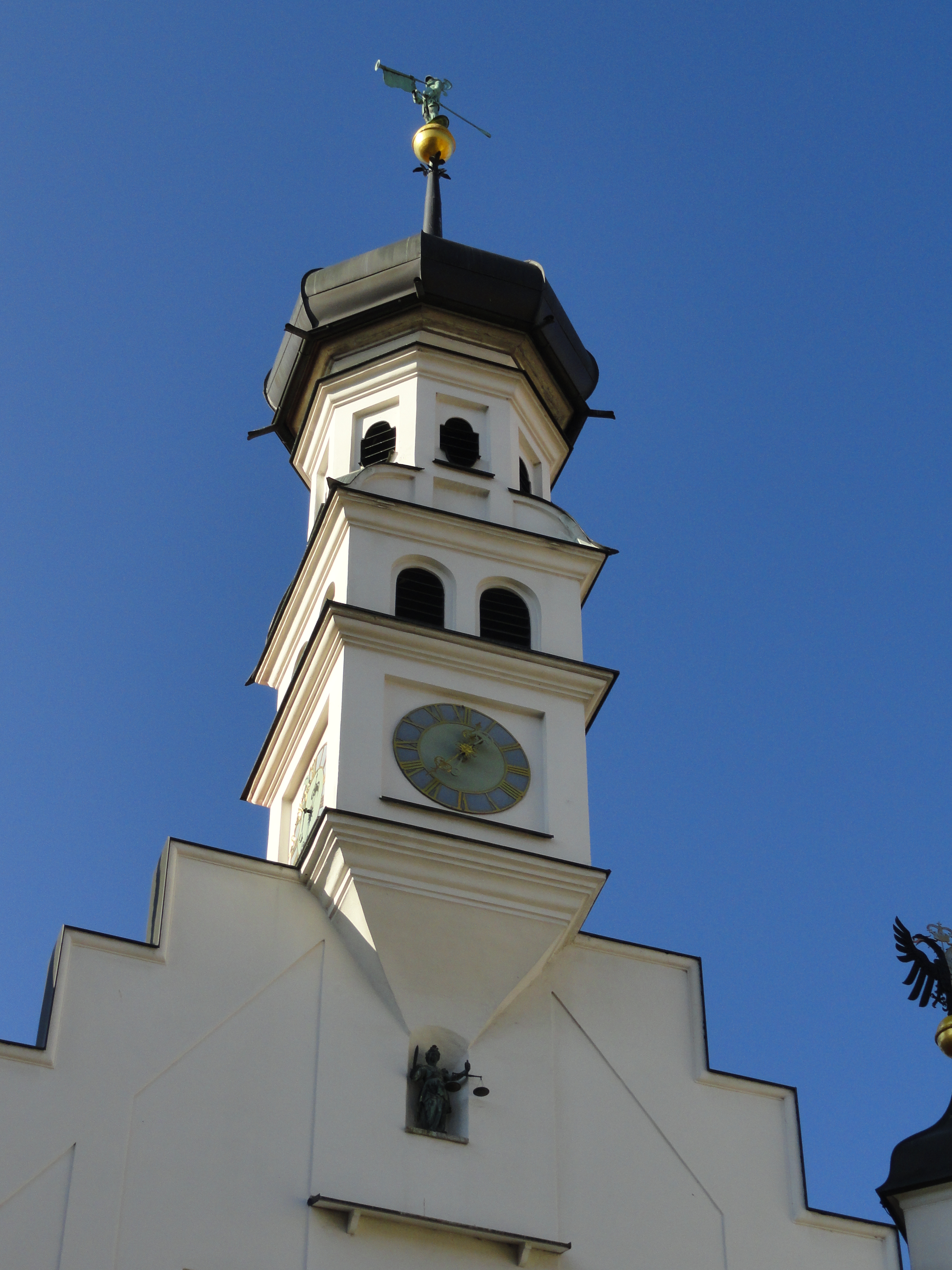
Trompetermännle auf dem Zwiebeldach, die Uhr und Justitia in der Ostfassade
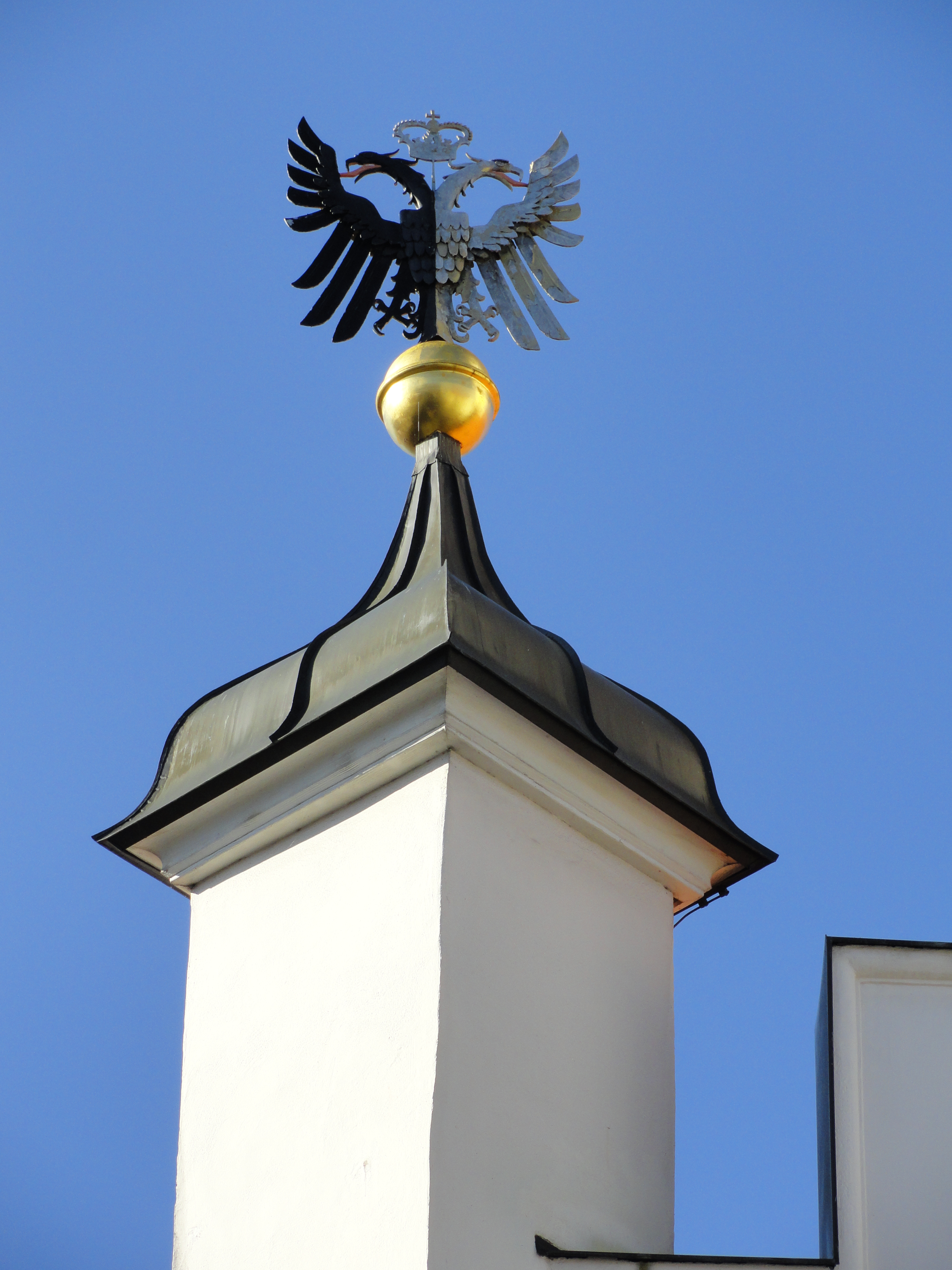
Der Doppeladler auf einem der Seitentürme
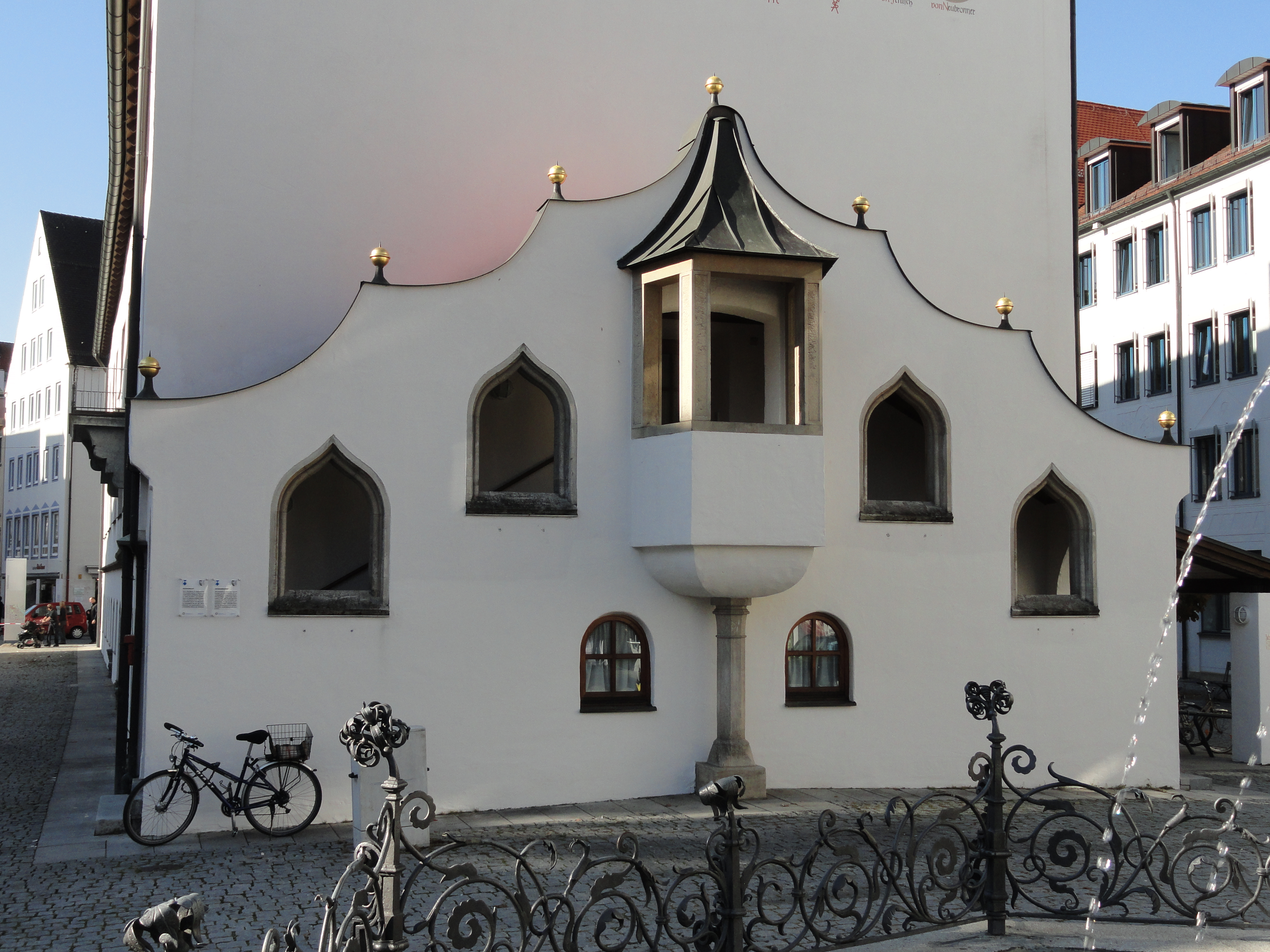
Treppenvorbau im Osten

Der auf dem östlichen Treppengiebel ruhende Mittelturm mit Zwiebelhaube ist quadratisch vorkragend und wird in zwei Geschosse durch Gesimse mit einem Zifferblatt auf drei Seiten sowie doppelten Rundbogenöffnungen in Rechteckblendfelder überführt. Auf der Haube dieses Turms steht das Trompetermännle.
Der Turm schwächt sich im Turmansatz ab, bis zu einer Nische mit der Figur einer Justitia, die auf das ehemalige Gericht im Rathaus hinweist. Darunter angebracht ist ein in goldenem Material ausgeführtes Tierkreiszeichen mit zwei seitlichen Schmalfenstern. Ein Stück tiefer auf der Fassade ist ein aufgemalter Doppeladler, auf dessen Seiten links und rechts insgesamt acht Patrizierwappen der Reichsstadt Kemptens dargestellt sind. An den Seiten des Treppengiebels befinden sich kleinere Türmchen mit einem spitzhaubigen Dach mit Doppeladler. Vorstehend ist ein in gotischen Formen gestalteter überdachter, doppelläufiger Treppenvorbau mit Spitzbogenfenstern aus der Umbauperiode von 1937/38. In der Mitte des Vorbaus ist über einer achteckigen Steinsäule ein begehbarer kleiner trapezförmiger Erker mit einem spitzen dreiflächigen Dach zu sehen.

#### Westfassade

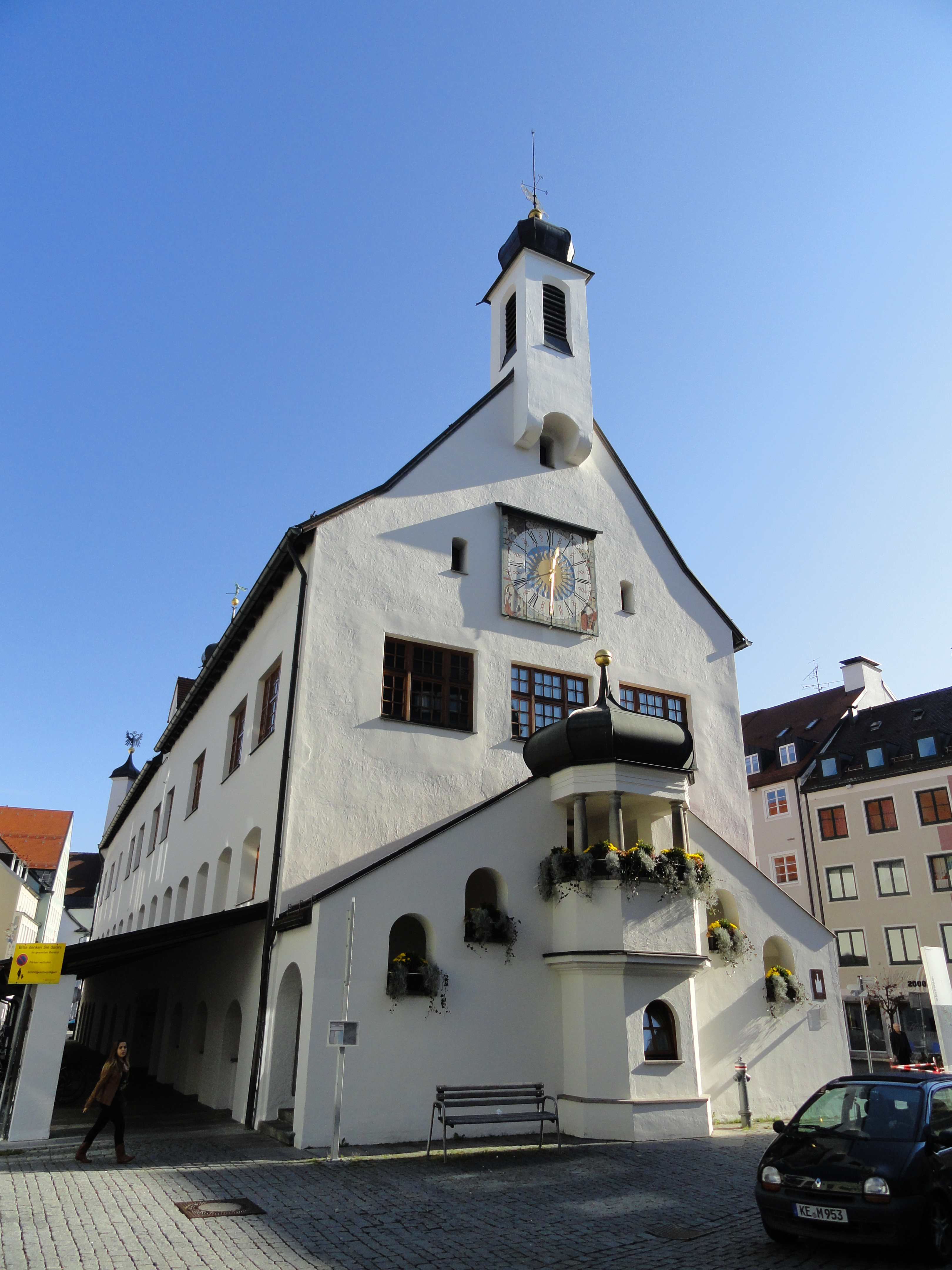
Westfassade
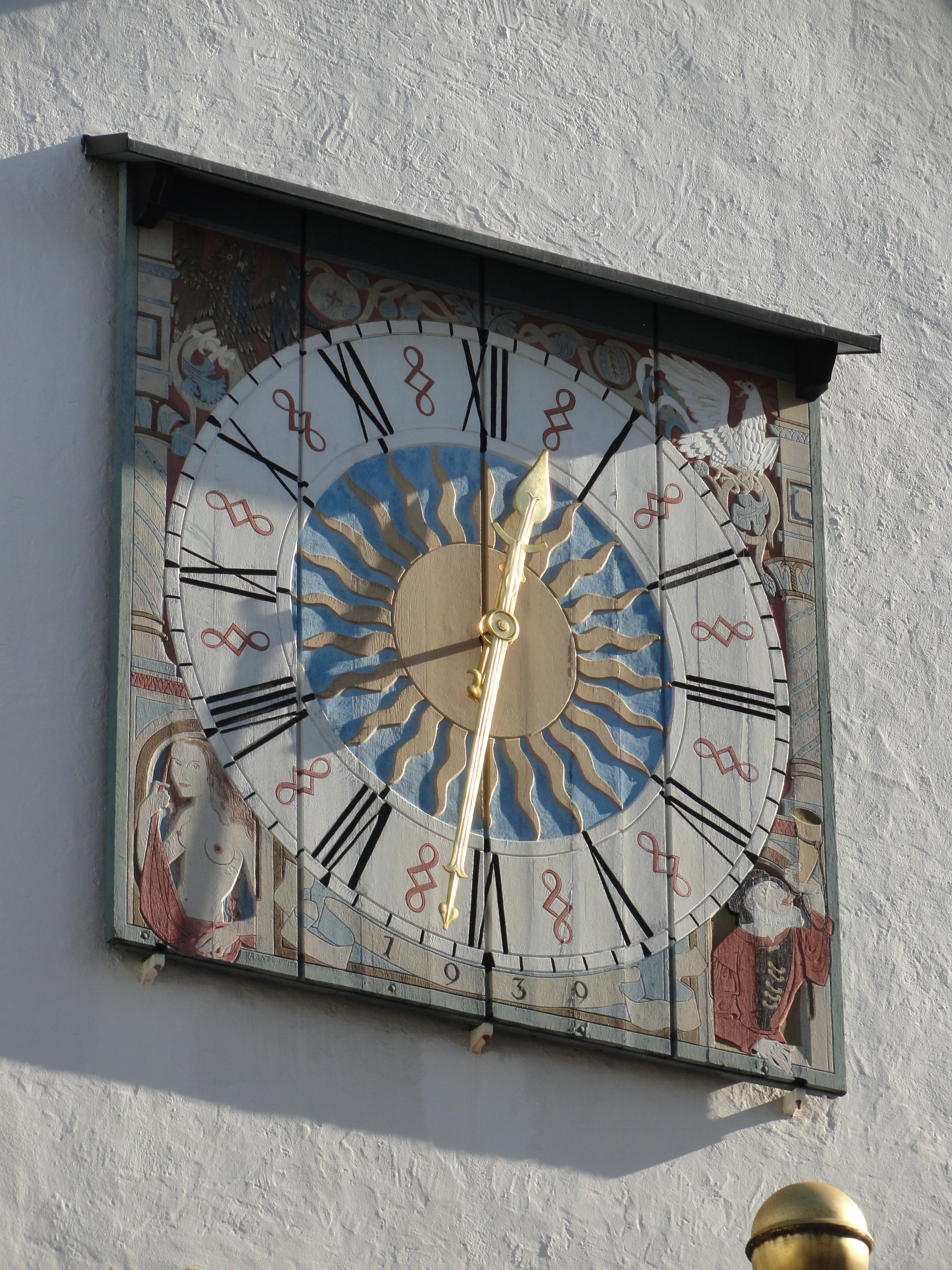
Zifferblatt

Im Westen auf der Spitze des Dreiecksgiebels steht ein deutlich kleinerer Glockenturm als Giebelreiter mit Zwiebelhaube. Auf diesem deutet ein Blitzableiter die Himmelsrichtungen an. Unter dem Turm befindet sich ein von Franz Weiß zur Rathausumgestaltung in den 1930ern erstelltes Zifferblatt. Dessen Zentrum bildet hier eine Sonne mit geschwungenen Strahlen.
Der aus dem Jahr 1568 stammende Treppenvorbau mit Überdachung besitzt noch das spitzhaubige Dach in der Mitte, aus den 1870ern, und runde Öffnungen. Dieser Vorbau wurde bei den Baumaßnahmen in den 1930ern lediglich geglättet. Bis zu dieser Zeit befand sich dort in einer Nische auf Bodenniveau ein übergitterter Brunnen. Heute ist der Bodenerker an der früheren Brunnenstelle mit den vier Steinsäulen zugemauert und mit einem kleinen Fenster versehen.

#### Süd- und Nordfassade

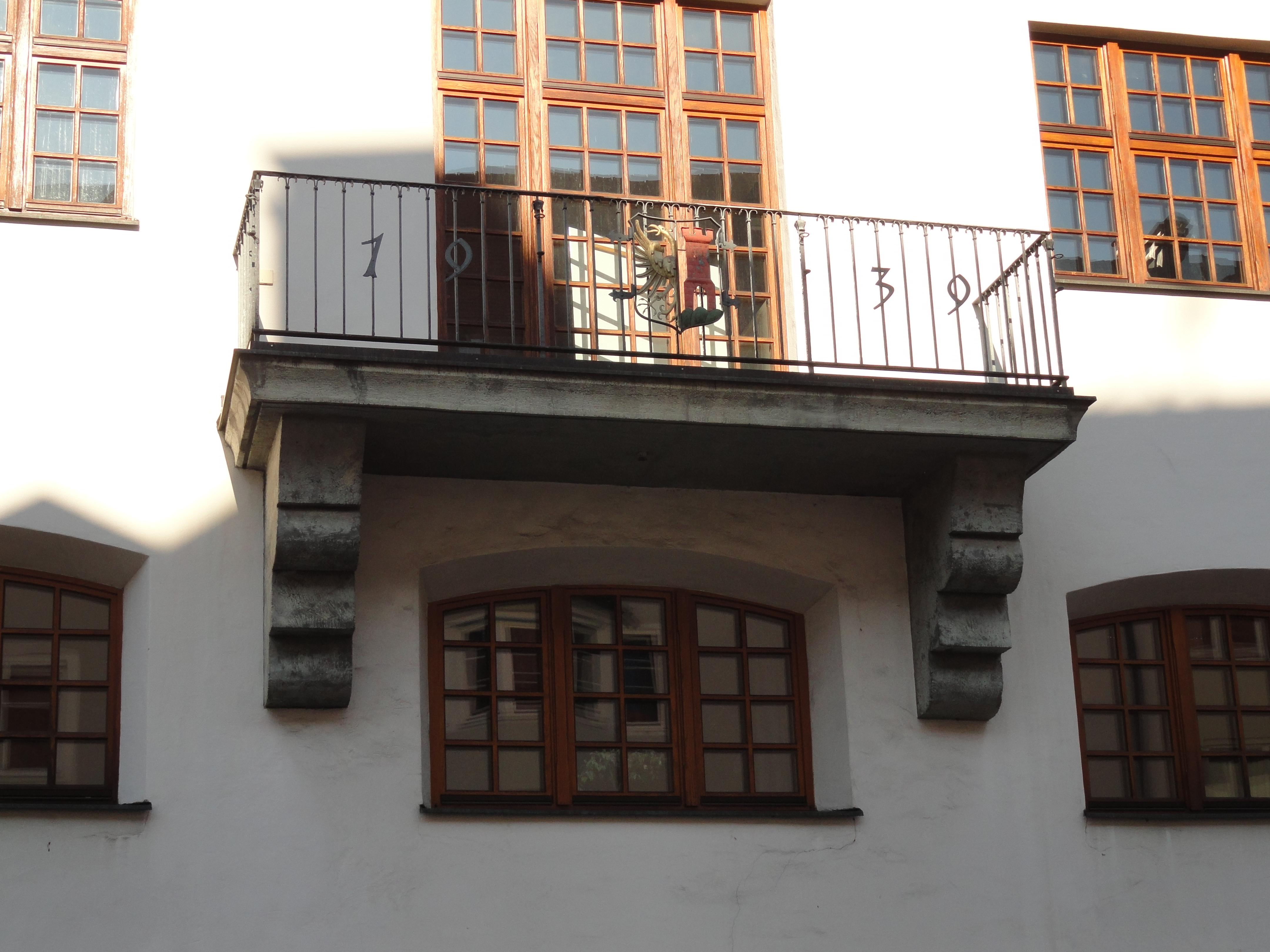
Südbalkon von 1939
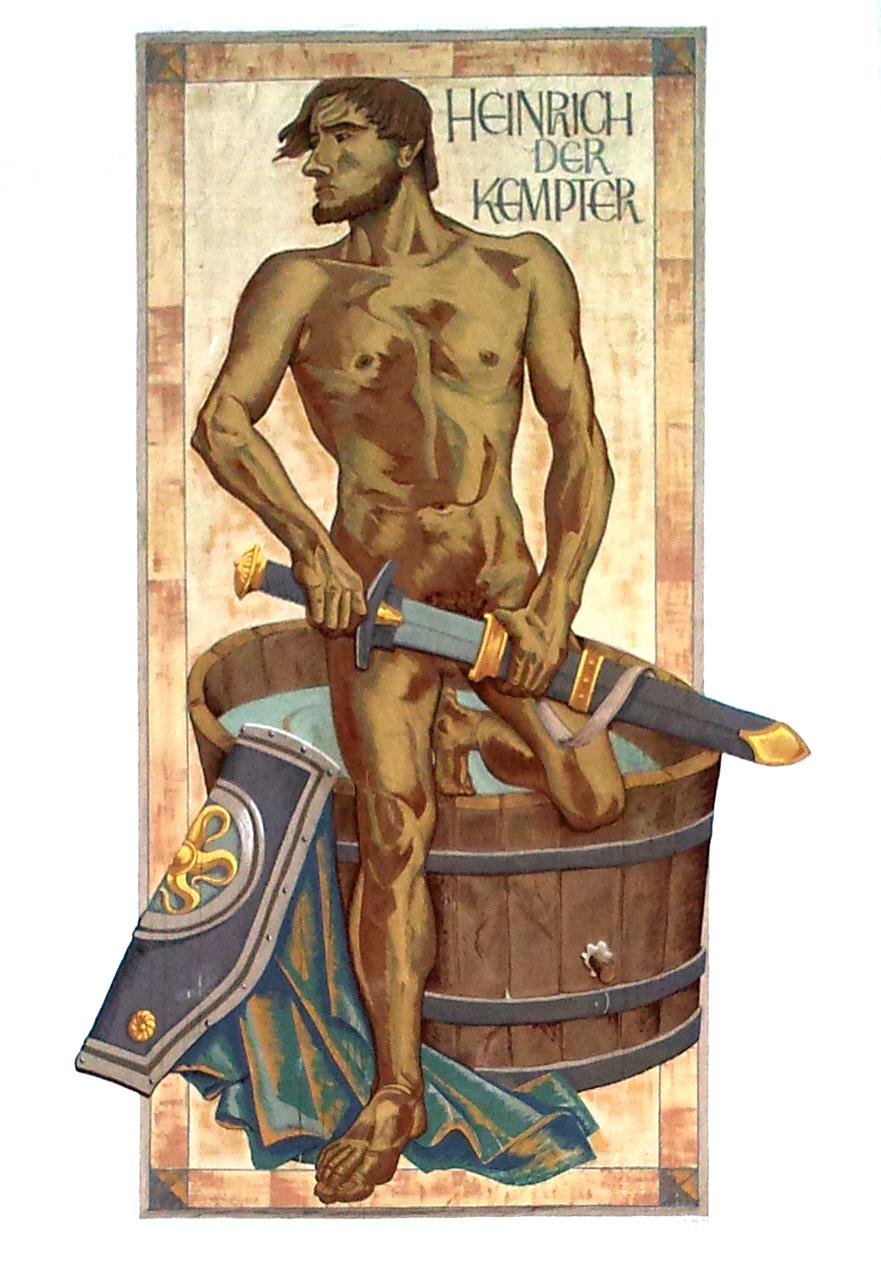
Heinrich von Kempten auf der Südfassade

An der Südfassade ist ein im Jahr 1939 vereinfachter Balkon und daneben ein Fresko des Ritters Heinrich von Kempten zu sehen. Der Kemptener Kunstmaler Franz Weiß malte dieses Motiv im Jahr 1939 mit einer Kurzform der Sage daneben. Nach dem Zweiten Weltkrieg überarbeitete er das Motiv; dabei übermalte er die angedeuteten kleinen Hakenkreuze in den vier Ecken der Umrahmung und änderte den Sagentext. Bei der Sanierung 1987 wurde der Text komplett übermalt.
Den Haupteingang ins Rathausfoyer bildet eine moderne Türanlage mittig in der Nordwand.

### Innenbereich
Die einzelnen Stockwerke können durch eine Treppe oder mit einem Aufzug erreicht werden, dessen technische Einrichtung in der teilweisen Unterkellerung des Rathauses steht. Auch der Anschluss zur Wärmezufuhr vom benachbarten Verwaltungsgebäude ist dort untergebracht.

#### Erdgeschoss und 1. Obergeschoss
Im Erdgeschoss hat sich das Veranstaltungsamt seine Büroräume eingerichtet. Eine Empfangshalle dient offiziellen Veranstaltungen. Bei den Umbaumaßnahmen in den 1980ern wurde eine von den sechs Holzsäulen, in dem auch als Schrannenhalle bezeichneten Empfangssaal, ersetzt.
Das Trauzimmer im ersten Obergeschoss ist im Biedermeierstil gehalten. Es ist mit Biedermeiermöbeln aus dem alten Bürgermeisterzimmer ausgestattet, und die Wände sind passend dekoriert. Das neue Besprechungszimmer erhielt 1934 die Reste der Ausstattung aus dem Weberzunfthaus. Nach dem Einbau der Balkendecke im großen Saal, aus dem Weberzunfthaus, blieb eine ausreichende Menge hierfür übrig. Diese wurde jedoch aus dem ehemaligen kleinen Sitzungssaal versetzt.
Auf derselben Etage haben die Stadtoberhäupter ihren Sitz mit weiteren Büroräumen und einem Sekretariat.

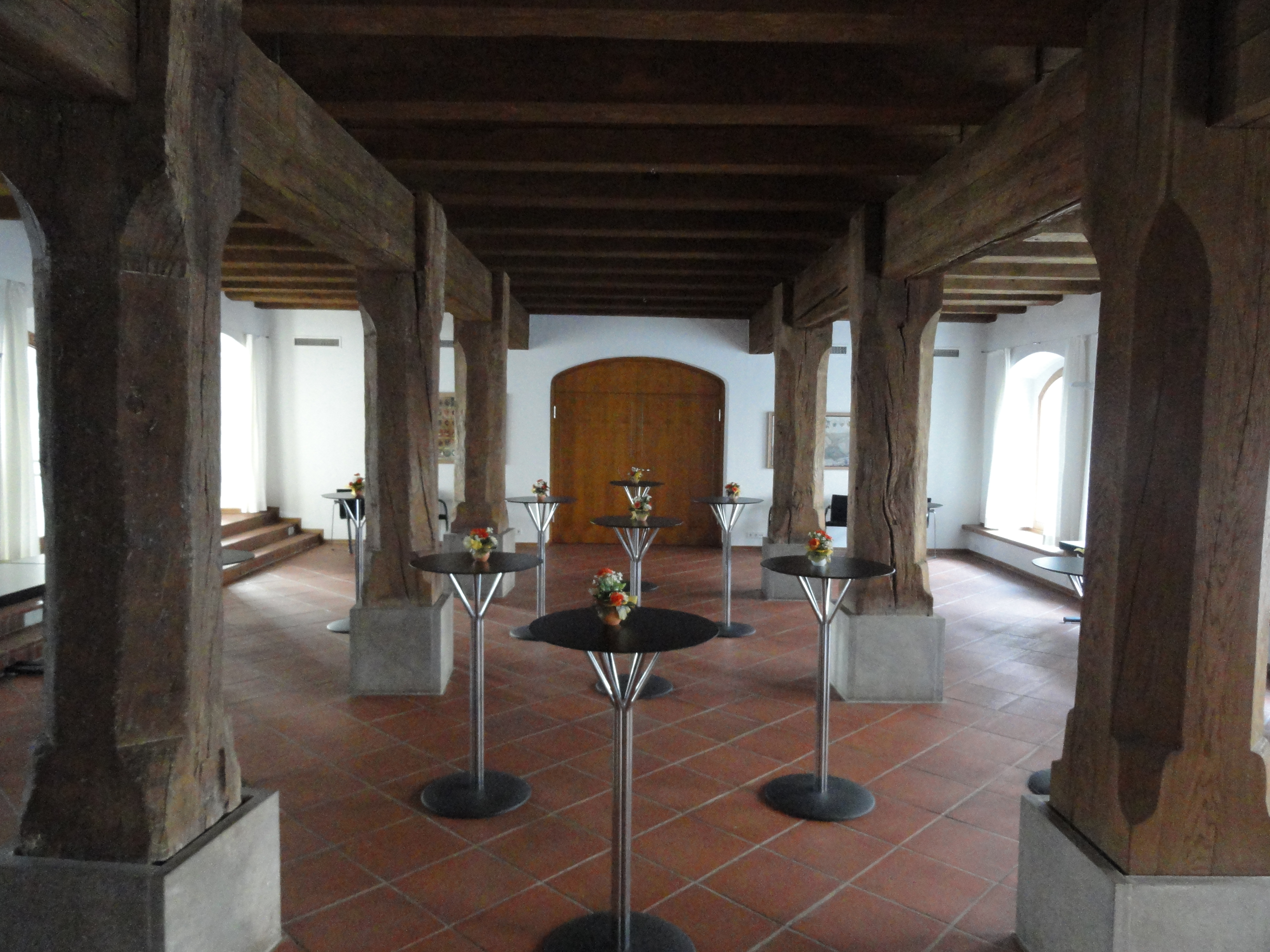
Empfangshalle, die Säule vorne rechts ist neu
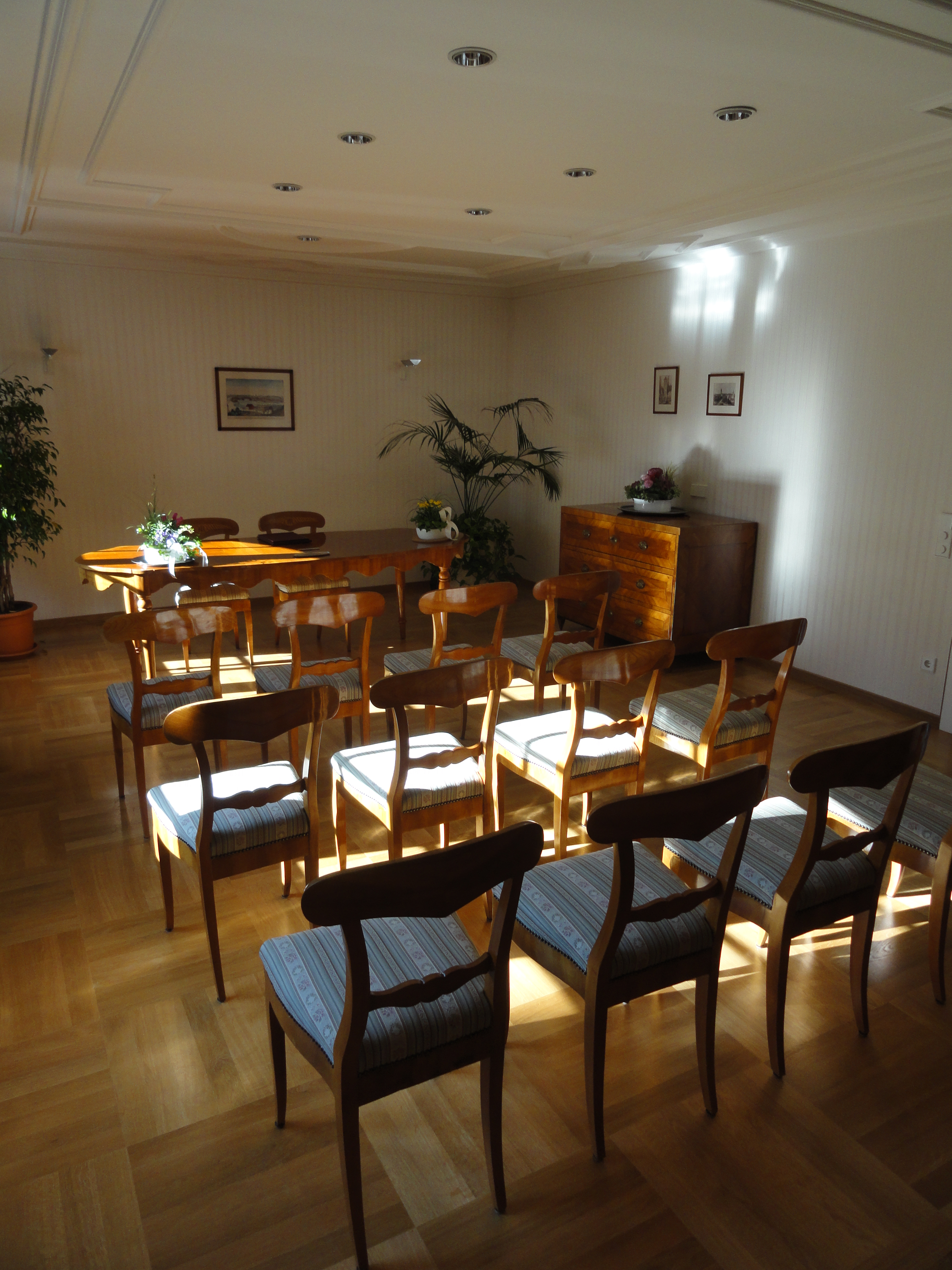
Trauzimmer
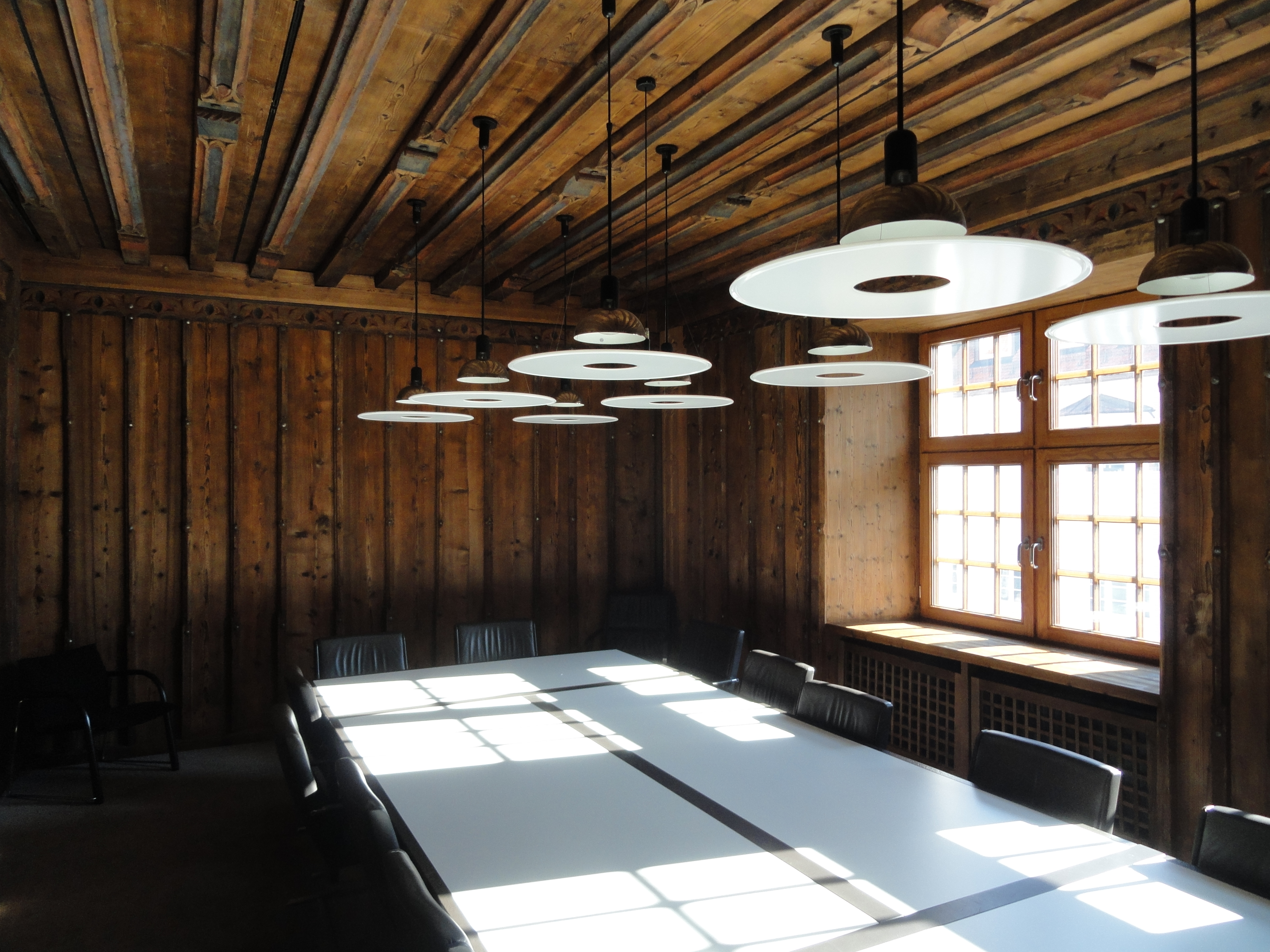
Besprechungszimmer

#### 2. Obergeschoss

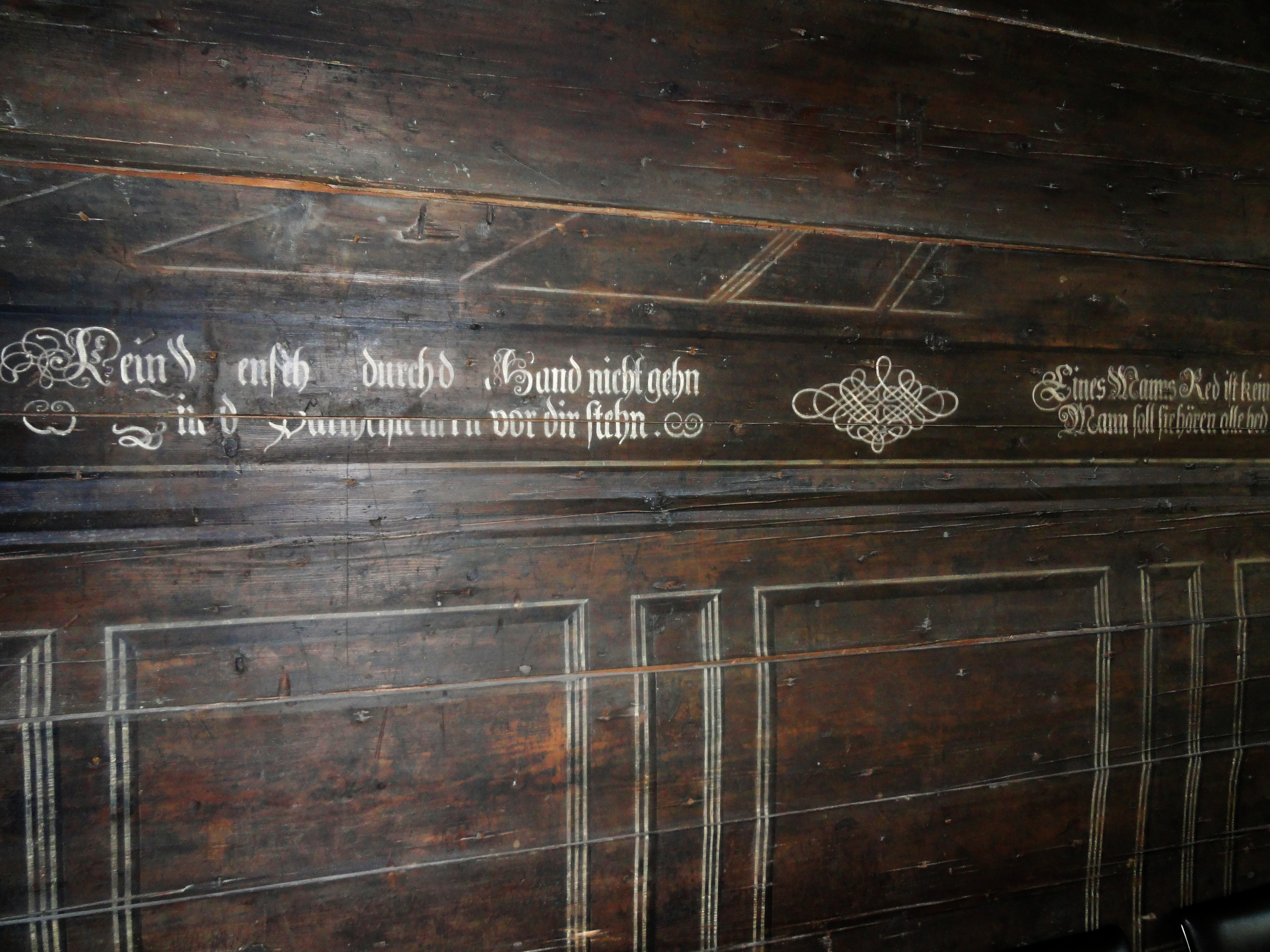
Holzbohlenwand im kleinen Sitzungssaal

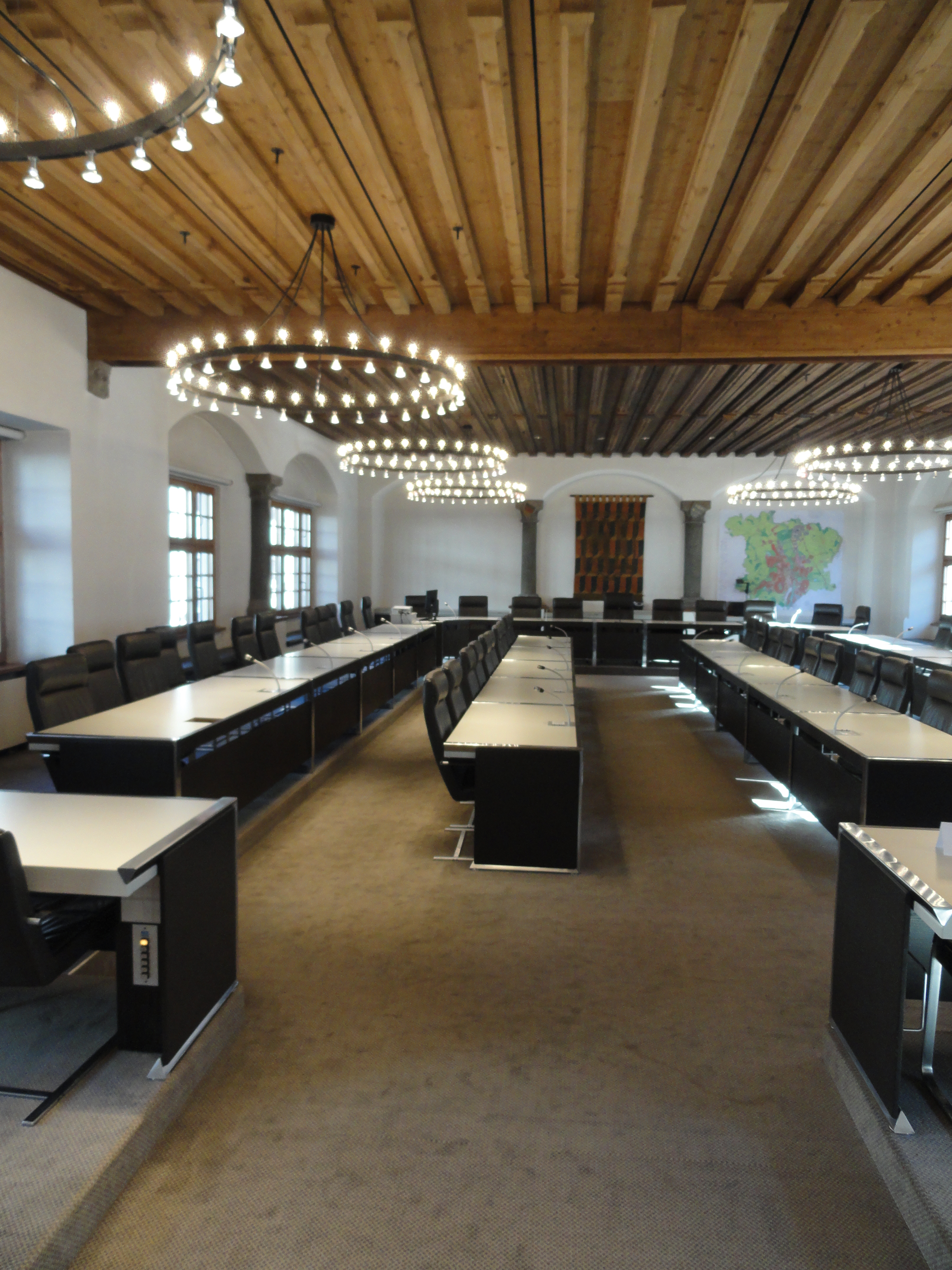
Großer Sitzungssaal

Der große Sitzungssaal ist mit einer spätgotischen Holzdecke, die etwa 1460 entstanden ist und bis 1912 im größten Raum des Weberzunfthauses eingebaut war, ausgestattet. Bei der Erweiterung um etwa die Hälfte der bisherigen Größe wurde im vergrößerten Teil eine neue, der alten nachempfundene, Holzdecke eingebaut. Die Eingangstür zum großen Sitzungssaal wurde im Jahr 1934 von Franz Xaver Unterseher erstellt. Ihre Intarsien zeigen die wichtigsten Personen der Stadtgeschichte.
Auf der linken Seite der Doppeltür sind der Bürgermeister Gordian Seuter unter einem brennenden Wappen der Reichsstadt, Fürstabt Sebastian von Breitenstein, als „Rivale“ von Gordian Seuter, die Kirchenstifterin Hildegard, Audogar, der Gründer des benediktinischen Klosters, und ein Römer über der Basilika vom Cambodunum dargestellt. Rechts der Heerführer des Bauernkriegs Georg von Waldburg-Zeil, Jörg Knopf von Leubas, Heinrich von Kempten, Magnus von Füssen als Apostel des Allgäus und gleichzeitig als Bekämpfer der Schädlinge, die in Gestalt einer Echse darunter symbolisch dargestellt sind; darunter die Sagengestalt Cambo, ein Kelte von der Burghalde. In der Mitte oben befindet sich das Wappen der vereinigten Stadt Kempten.
Im westlichen kleinen Sitzungssaal wurde die spätgotische Balkendecke freigelegt und restauriert. Eine Holzbohlenwand wurde hierbei ebenso entdeckt und freigelegt. Sie trägt eine Inschrift und gemalte Ornamente. Die Inschrift lautet:
EXCUTE AMANUS AB OMNI MUNERE

PARTES PATIENTER AUDI

BENIGNE RESPONDE

IUSTE IUDICA,
Das bedeutet sinngemäß übersetzt:
Halte deine Hände fern von jedweder Gefälligkeit

Höre die Partei geduldig an

Antworte freundlich

Urteile gerecht.
Die deutsche Inschrift ist nur rudimentär erhalten und kann folgendermaßen gedeutet werden:
Eines Mannes Rede ist keines Mannes Rede

Man soll sie hören alle beede.
In der Vorzone, die vor der Treppe liegt, hängen Gemälde der ehemaligen Oberbürgermeister August Fischer und Josef Höß. Von dieser Vorzone aus kann der Balkon betreten werden.

#### Dachstuhl
Der gotische Dachstuhl mit drei Geschossen entspricht weitgehend dem Originalzustand, erkennbar an Zimmermannszeichen, die noch an vielen Hölzern zu sehen sind. Einige der Sparren und Kehlbalken wurden im Laufe der Zeit ausgewechselt. Auf der Ostseite des Daches wurde die Originalstruktur des Sparrendaches nachträglich für Umbauten, deren Bedeutung bis heute unbekannt ist, verändert. Für eine Veränderung der Dachstruktur, beispielsweise für den Einbau eines Kamins, gibt es vonseiten der Bausubstanz keine gesicherten Hinweise. Im Norden ist ein nachträglich eingebauter Aufzuggiebel aus den 1930ern vorhanden. Der alte wurde bereits 1867 wegen Baufälligkeit abgerissen und diente wohl dem Befördern von Korn auf den Dachstuhl zur Lagerung.
Der Turm im Osten ist durch eine aufwendige Konstruktion aus Holz und Eisenstäben abgesichert. Das Werk der Turmuhr befindet sich im unteren Dachboden.

## Archäologie
Während der Baumaßnahmen in den Jahren 1985 bis 1987 wurden zahlreiche archäologische Untersuchungen durchgeführt. Dabei wurde eine figürliche Darstellung sowie eine ornamentale Rankenmalerei mit Blüten und Früchten im großen Sitzungssaal entdeckt. Diese Malereien wurden von Josef Lorch restauriert.
Auch beim Ausheben des Erdgeschosses wurden Untersuchungen vorgenommen. Archäologen fanden dort teils glasierte Keramikscherben, Tierknochen und Metallteile, wie ein Türschloss, Hufeisen und weiteres Reitzubehör, die in das Mittelalter datiert werden konnten.
Bei Grabungen auf dem Rathausplatz wurden Bestandteile von den hölzernen Balken einer Brücke aus den Jahren 24 bis 30 nach Christus gefunden. Auf den Bau einer Tiefgarage unterhalb des Rathausplatzes wurde verzichtet, da einige hölzerne Balken bei den Ausgrabungen erhalten waren. Es handelte sich dabei um die Brücke über den früheren Flusslauf der Iller. Die sogenannte „Freudental-Iller“ floss dort bis in das beginnende 14. Jahrhundert. Die Straße führte zu der im heutigen Stadtgebiet liegenden römischen Landstadt Cambodunum.

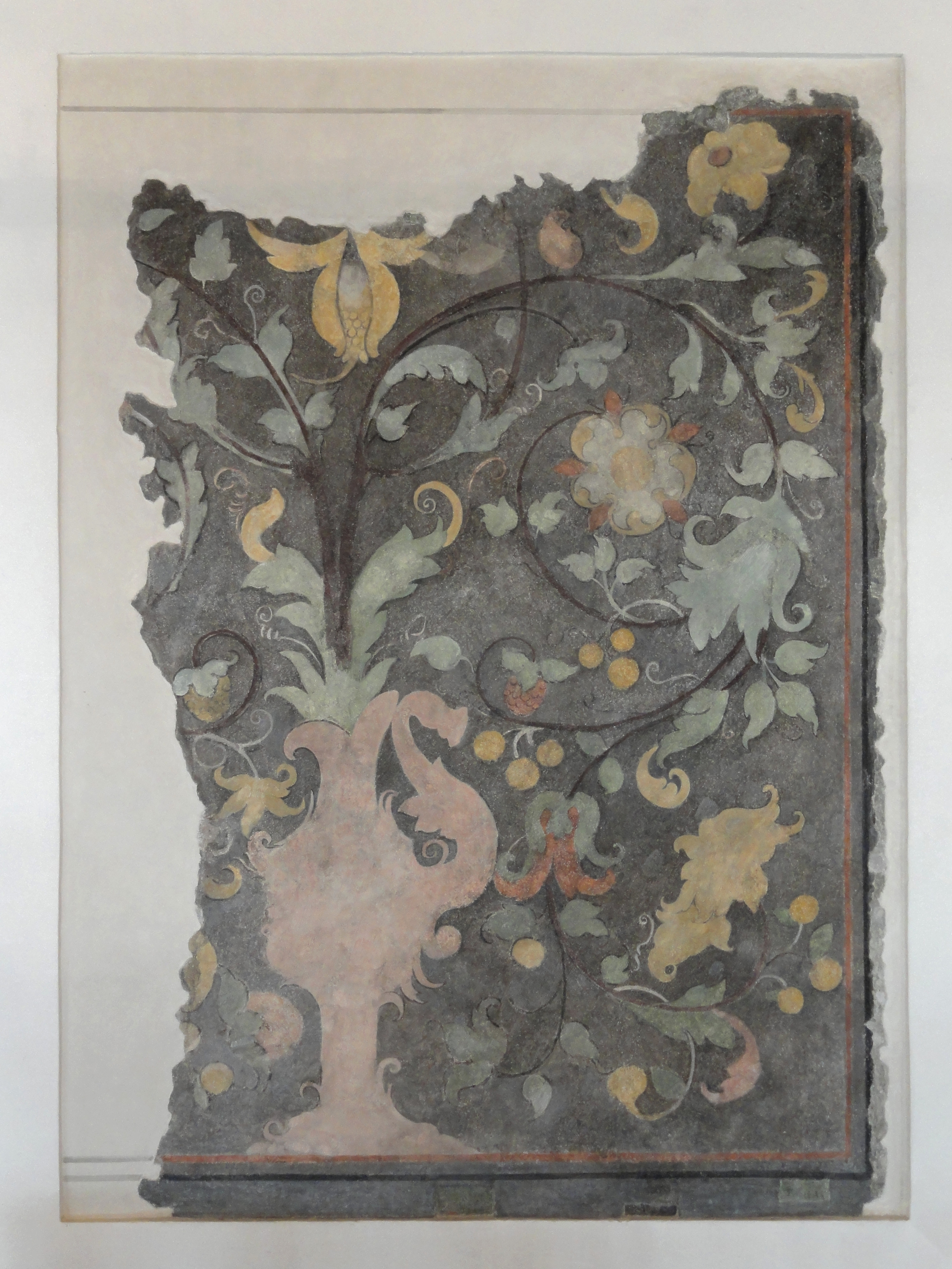
Ornamentale Malereien im großen Sitzungssaal
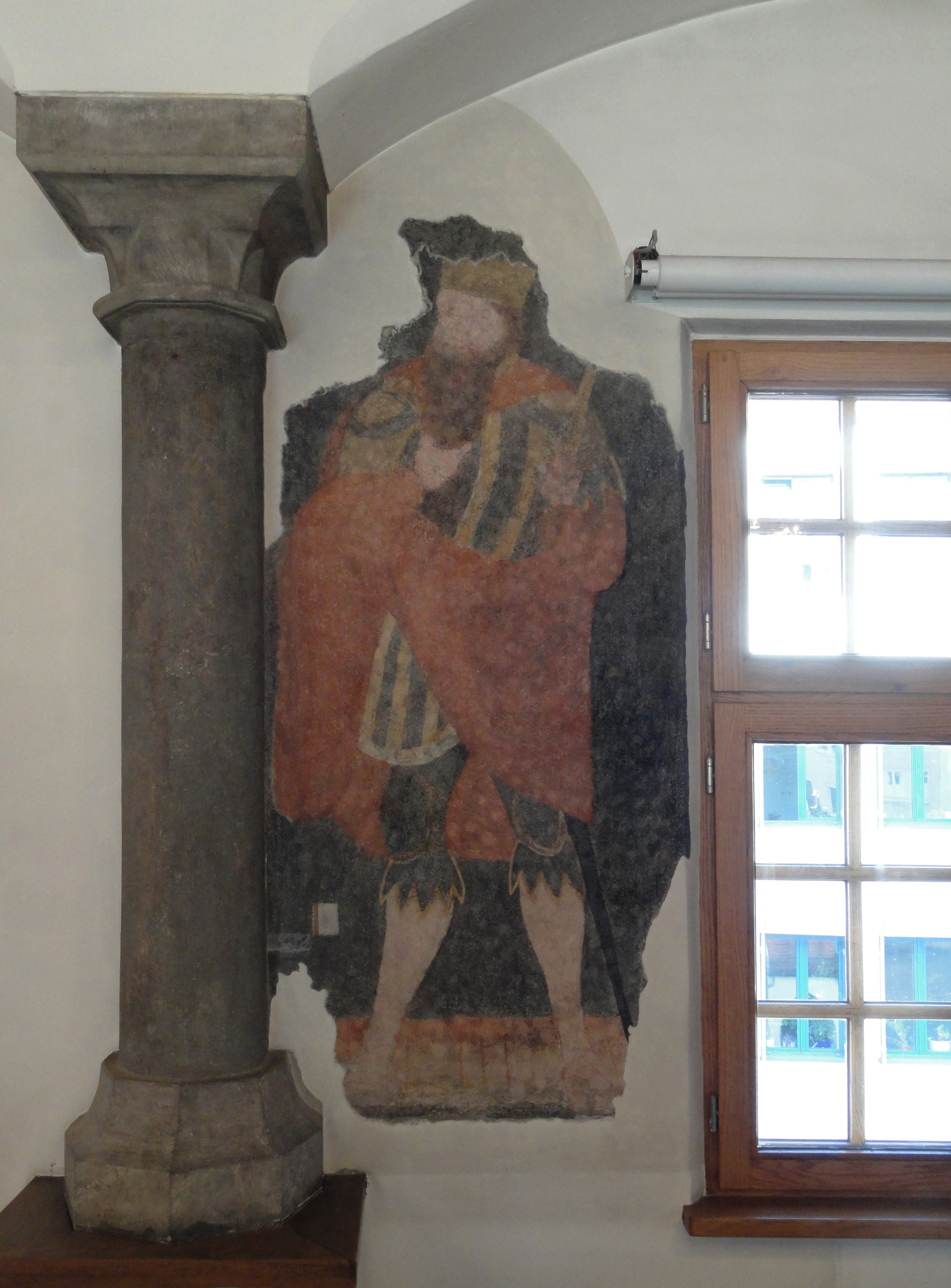
Figürliche Darstellung im großen Sitzungssaal
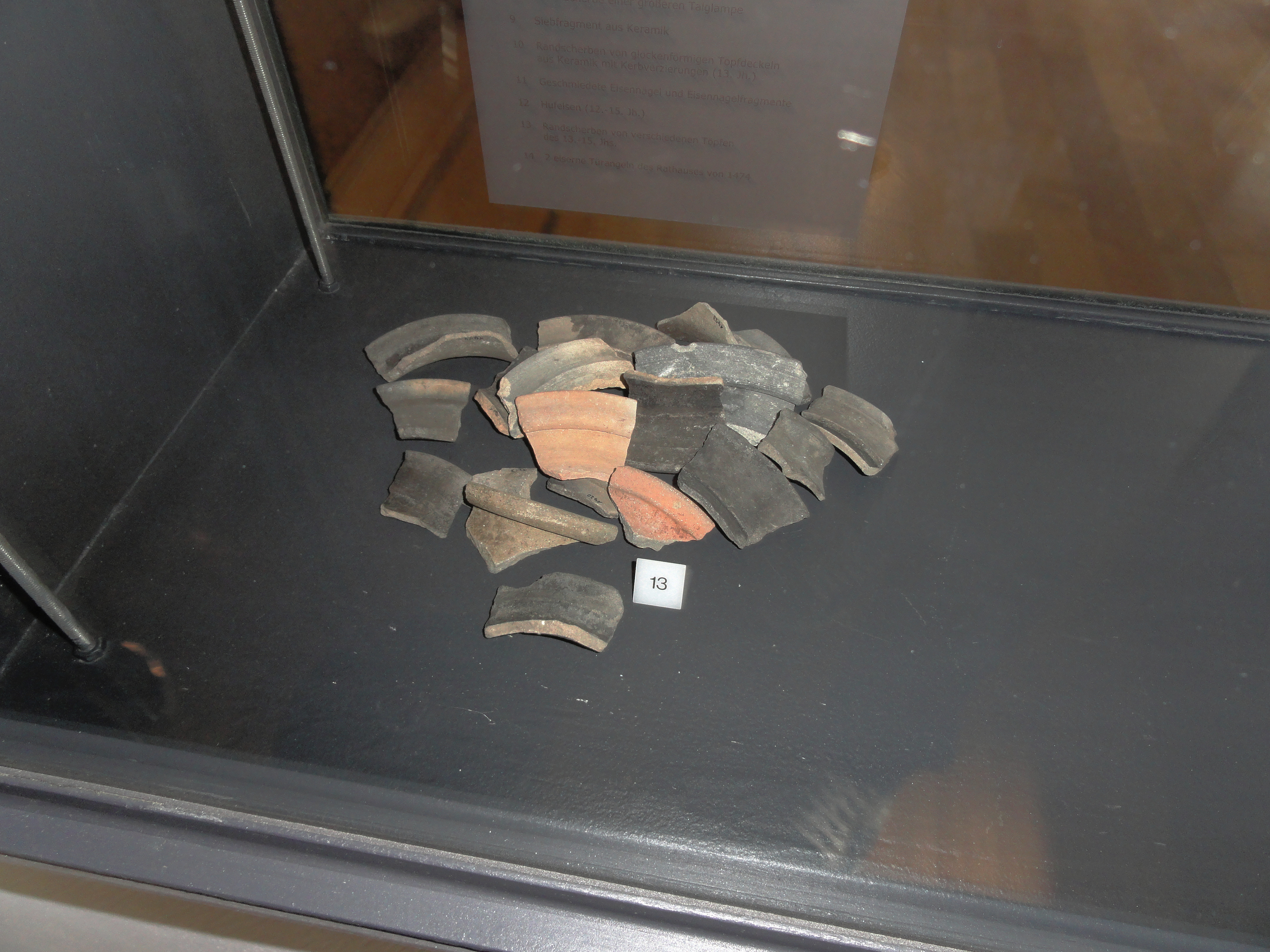
Keramikscherben
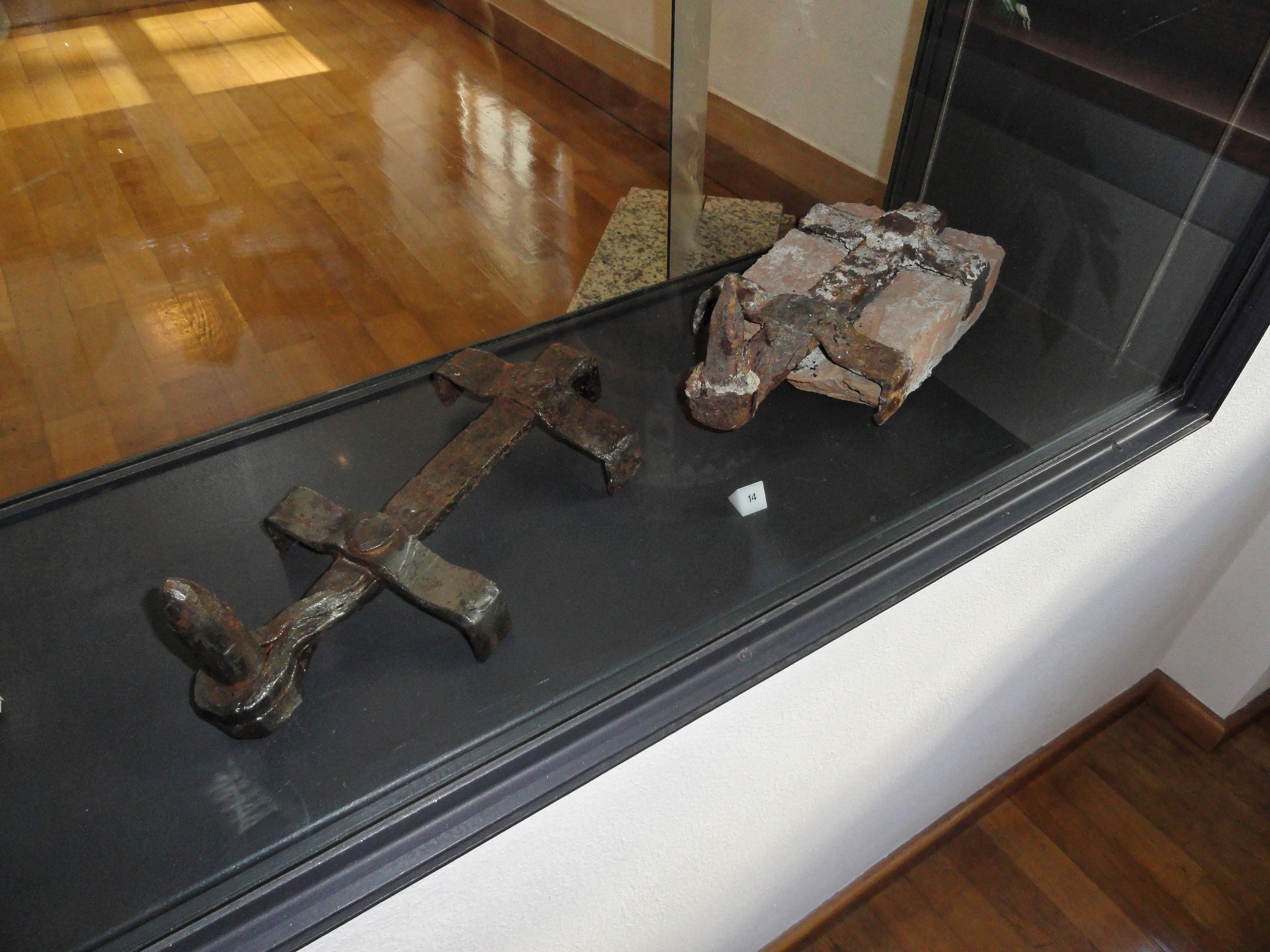
Türschloss aus dem Mittelalter

## Darstellung in der Kunst
Das Rathaus findet schon seit frühesten Zeiten Einzug in die Bildende Kunst. Die ersten Darstellungen des Rathauses sind auf Stadtansichten zu erkennen, die als Holzschnitte im 16. Jahrhundert angefertigt wurden. Die erste stammt von Hanß Abelin und Hanß Rogel aus dem Jahr 1569, auf der das Rathaus in seiner allgemeinen Formgebung erkennbar ist. Ein weiterer Holzschnitt aus der gleichen Zeit stammt von Sebastian Münster, der dem von Abelin und Rogel sehr stark ähnelt. Ein anonymer Holzschnitt aus der Zeit nach 1567 zeigt die Stadt flach von Süden her. Hier ist das Rathaus als übergroßes Bauwerk mit einem sehr großen Zwiebelturm im Osten und einem spitzen Westturm zu erfassen. Noch 1599 wurde die älteste gemalte Stadtansicht von Heinrich Beusch angefertigt. Das Rathaus besitzt in dieser detailarmen Malerei spitze Turmabschlüsse.
Im darauffolgenden Jahrhundert entstanden Kupferstiche, wie die Arbeit von Johann Hain und Fridrich Raidel aus dem Jahr 1628. In dieser ist das Rathaus mit vielen kleinen Details wie Fenster, Dachgauben und Turmformen abgebildet. Aus dem Jahr 1633 stammt eine Ansicht mit kaiserlichen Soldaten vor den Toren der Reichsstadt. Das Rathaus besitzt auf dieser Ansicht Türme mit spitzen Dächern. Einer der bekanntesten Stiche ist der von Matthäus Merian aus dem Jahr 1643, auf der das Rathaus arm an Details ist. Es sind gepunktete Fenster, der Turm im Westen sowie im Osten der große Turm mit den Seitentürmen zu erkennen. Die Ansicht auf die Stadt ist verwirrend: Merian zeichnete die Stadt mit Blick nach Norden, hat die Allgäuer Alpen vom Süden in den Norden gesetzt um die Ansicht interessanter zu gestalten. Um 1720 erstellte Gabriel Bodenehr (1673-1765) einen Kupferstich, der die wichtigsten Gebäude unter Auslassung von ganzen Häuserreihen zeigt. Hierauf ist, unter weiterem, das Rathaus zu erkennen. In der Gestaltung der Umgebung ähnelt dieser Stich sehr dem von Merian.
Aus dem 19. Jahrhundert stammen Ansichten, die den Blick auf den Rathausplatz einfangen. Hier ist das Rathaus als Hauptobjekt zu sehen. Johann Baptist Dilger hat 1830 eine Kreidelithographie erstellt. Das schlicht gezeichnete Werk zeigt das Rathaus mit einem falschen Turmaufbau: Die Zwiebelhaube ist zu rund und die Turmglocke ist sichtbar. Dilger verzichtete auf Schmuckformen, wie das Trompetermännlein auf dem Dach, und ersetzte es durch eine Kugel. Eine weitere Lithographie stammt aus der Hand von Eberhard Emminger aus der Zeit um 1850. Die Zeichnung hat eine außerordentliche Weite: Der Platz ist sehr groß gefasst, die Gebäude sind weit auseinandergerückt. Das Rathaus ist dort sehr präsent dargestellt. Unterstützt wird diese Wirkung durch sehr kleine Staffagefiguren. Die Friedrich Hohlbach zugeschriebene graulavierte Bleistiftzeichnung wird für Emmingers Lithographie als Skizze angesehen, weil einige Architekturdetails gesondert herausgezeichnet sind.
Richard Püttner (1842–1913) erstellte um 1880 einen Holzstich, der den Marktplatz aus südöstlicher Richtung zeigt. Auf der Ostfassade sind die Fresken von Ludwig von Kramer zu sehen. Eine farbige Ansichtskarte aus der Zeit zwischen 1910 und 1920 zeigt den Platz von Osten aus der Vogelperspektive. Von diesen farbigen Postkarten des Rathauses gibt es aus dieser Zeit mehrere. Sie unterscheiden sich vor allem in der Perspektive. Fotografien entstanden bereits vor 1874. Der regional tätige Fotograf Otto von Zabuesing lichtete den Platz mit dem Rathaus aus der typischen Perspektive von Osten ab.

## Rathausbrunnen

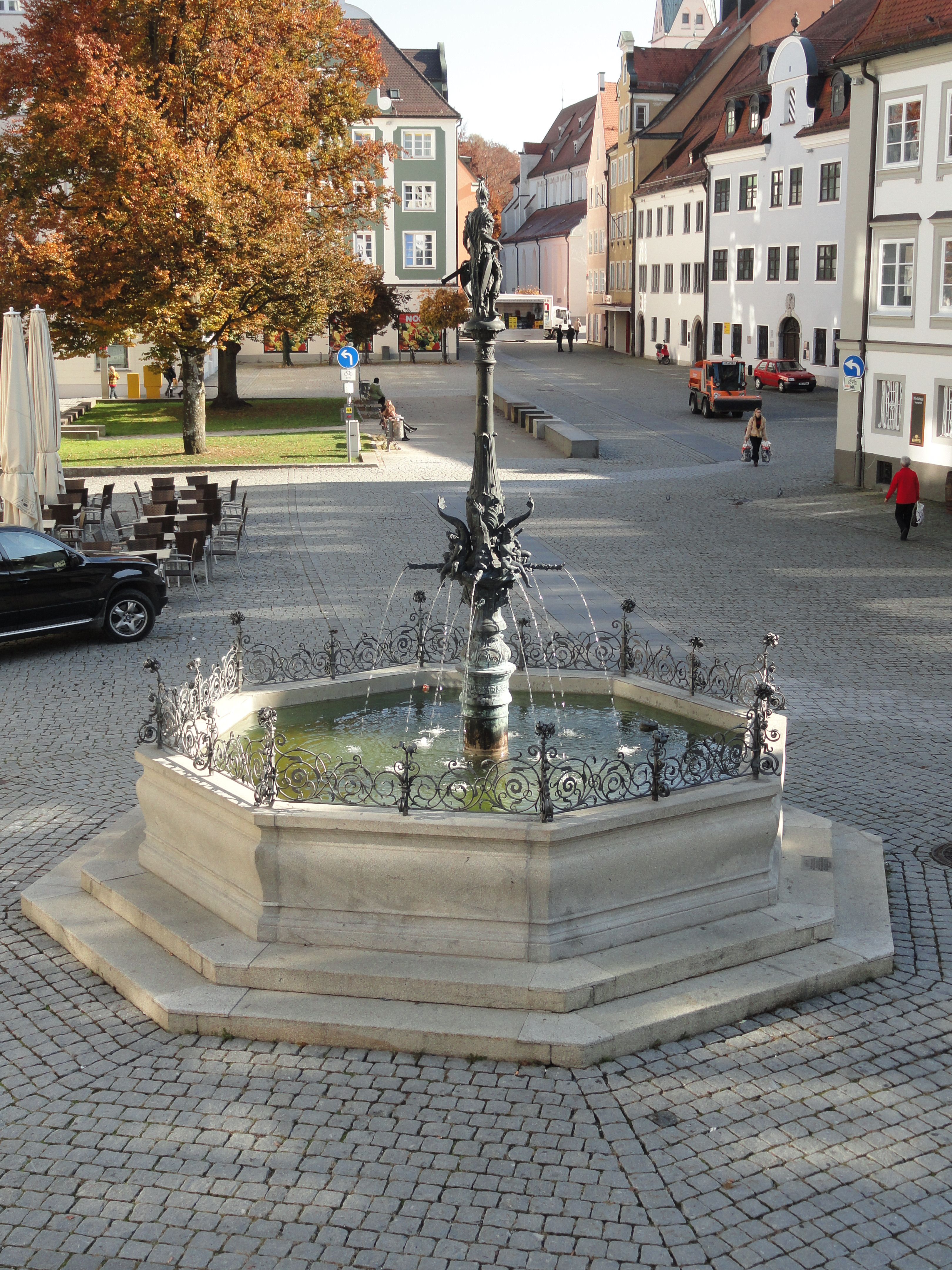
Der Brunnen vor dem Rathaus

Vor dem Rathaus wurde 1576 ein Marktplatzbrunnen mit einer Brunnensäule aufgestellt. 1601 wurde das Holzbecken durch eines aus Stein und die Brunnensäule aus Holz gegen eine aus Bronze ausgetauscht. Am oberen Teil dieser Säule ist die Figur eines römischen Feldherren zu sehen, der in den Händen zwei Wappen hält. Darunter sind die Wappen der beiden patrizianischen Bürgermeister Raimund Dorn und Josef  König zu sehen. Die Feldherren-Figur zeugt von der mittelalterlichen Besinnung auf römische Wurzeln. Laut dem Chronisten Christoph Schwarz soll ein Hauptmann die Stadt Kempten aus der Taufe gehoben haben. Es könnte sich wie beim Augustusbrunnen in Augsburg um ein dem Stadtgründer errichtetes Denkmal handeln.